# توشكى
منخفض توشكى هو منخفض طبيعي جنوب الصحراء الغربية في مصر استُغل لتصريف المياه الزائدة ببحيرة ناصر بهدف حماية السد العالي من الفيضانات العالية وذلك عن طريق قناة المفيض التي حُفرت بداية من خور توشكى المتفرع من بحيرة ناصر ومروراً بوادي توشكى بالصحراء الغربية حتى تتصل بالمنخفض في نقطة اتصال تسمى هدارات أو شلالات أو مفيض توشكى وهو ما أدى تبعا إلى تشكل ما يعرف ب بحيرات توشكى بسبب انحسار فائض مياه النيل بالمنخفض. ساعد وجود المنخفض على إنشاء مشروع توشكى الزراعي الذي يتكون بشكل رئيسي من قناة الشيخ زايد التي تبدأ من محطة طلمبات مبارك لرفع المياه من خور بحيرة ناصر إلى القناة بهدف استصلاح آلاف الأفدنة وتنمية منطقة جنوب الوادي.

## التاريخ

### قريتي توشكى غرب وشرق
كانت منطقة توشكى قديماً تضم قريتين إحداهما شرق النيل «توشكى شرق» والأخرى غرب النيل «توشكى غرب» واستخدم السكان المراكب النيلية للتنقل بين القريتين، ونتيجة لإنشاء السد العالي و بحيرة ناصر تم تهجير أهالي القريتين وتمليكهم في الأراضي المستصلحة بجوار مدينة كوم أمبو بمحافظة أسوان وسميت قريتاهما الجديدتان بنفس الاسم «توشكى شرق» و«توشكى غرب».:1:118

### توشكى الجديدة
تم إنشاء مدينة توشكى الجديدة بقرار رئيس الجمهورية رقم 199 لسنة 2000 وتعديل موقعها بقرار رئيس الجمهورية رقم 268 لسنة 2006 وذلك بغرض ايجاد مجتمع عمراني متكامل يدعم مشروع توشكى الزراعي يقع شمال شرق قناة الشيخ زايد.

### معركة توشكى
دارت على أرض منطقة توشكى في عام 1889 معركة شهيرة بين الحملة الإنجليزية وجيش ثورة المهدية الذي زحف من السودان بقيادة عبد الرحمن النجومي بدعوى تخليص وادي النيل من فساد الحكام الأتراك والمستعمرين الإنجليز وتخليص أحمد عرابي من السجن.:118

### التسمية
تباينت الآراء حول تسمية المنطقة باسم «توشكى» بين رأيين:
- الرأي الأول: بأن كلمة «توشكى» مكونة من مقطعين، المقطع الأول هو «توشي» أو «توشو» وهو اسم لنوع من الأعشاب الطبية ينموا في وادي توشكى وهو نبات الغبيرة (بالإنجليزية: Ambrosia)، أما المقطع الثاني فهو «كى» أو «كه» أو «كا» ومعناها في اللهجة النوبية المكان أو الدار أو الوطن، وبالتالي فمعنى كلمة «توشكى» بالكامل هو «موطن نبات الغبيرة».
- الرأي الثاني: وهو الرأي السائد بين النوبيين من سكان المنطقة قديماً، بأن كلمة «توشكى» تتكون من مقطعين المقطع الأول هو «تو» بمعنى ولد، أما المقطع الثاني فهو «شكي» بمعنى الشجاع، وتعنى الكلمة في مجملها بأن سكان المنطقة يتميزون بالشجاعة.[4]:1

## منخفض توشكى (بحيرات توشكى)
يقع منخفض توشكى جنوب الصحراء الغربية (غرب وادي النيل) وينقسم إلى أربعة منخفضات ثانوية تتصل ببعضها البعض جزئياً. تبلغ مساحته 13142 كم ويحتل بذلك المرتبة الثانية من حيث المساحة بين منخفضات الصحراء الغربية، فيما يبلغ عمق قاع المنخفض 102 متر فوق سطح البحر عند أدنى منسوب به وبذلك يأتي في المرتبة السابعة بين منخفضات الصحراء الغربية في تلك الخاصية. وتقع معظم تضاريس المنخفض بين منسوبي 175-200 متر.:48:49 وإيان إنشاء قناة مفيض توشكى ونقل فائض مياه بحيرة ناصر إلى المنخفض أطلق على المنطقة بحيرات توشكى بسبب انحسار المياه بها والتي قدر بعض الخبراء سعتها التخزينية من 80 إلى 120 مليار متر مكعب، ولا يمكن بسبب طبيعة انحدار الأرض إعادتها مرة أخرى لمجرى نهر النيل او بحيرة ناصر التي تصل سعتها التخزينية إلى 162 مليار متر مكعب.

### وادي توشكى (خور توشكى)
يتفرع خور توشكى من بحيرة ناصر ليصب في وادي توشكى بالصحراء الغربية وهو ذو نظام تصريف نيلي يعد من أكبر شبكات التصريف النيلي الطبيعية في النظام الممتد من الحدود المصرية السودانية حتى وادي كلابشة غرب النيل بطول شبكة تصريف 928.9 كم.:63:70

### مفيض توشكى
مفيض توشكى هو مجموعة من الهدارات الخرسانية «هدارات توشكى» أنشئت عند نقطة اتصال قناة مفيض توشكى بمنخفض توشكى لتنظيم عملية نزول المياه فيما يعرف بـ شلالات توشكى.:119

### قناة مفيض توشكى
تقع القناة غرب بحيرة ناصر وشرق منطقة توشكى بحيث تصل بين بحيرة ناصر ومنخفض توشكى عبر المجرى الرئيسي لوادي توشكى. بدأ حفر القناة في عام 1977 عن طريق تعميق مجرى وادي توشكى وبدأ تشغيلها في عام 1982. تبدأ القناة عند الكيلو 32.8 من محور القناة بمأخذ حر على منسوب 178 متر أسس من الخرسانة بطول 10 متر وعرض 750 متر ويليه منطقة مرشح للمياه بنيت من الحجر المدرج بطول 10 متر لحماية مأخذ القناة من التآكل. يبلغ طول القناة 22 كم وعرضها عند مدخلها 750 متر ويتناقص هذا العرض تدريجياً حتى يصل إلى 350 متر، وتنتهي القناة بهدار المصب قبل مدخلها في منخفض توشكى بحوالي 2 كم. كانت القناة جزء من مخطط إقامة السد العالي ووظيفتها الرئيسية هي تجنب أية زيادة في منسوب مياه بحيرة ناصر عن الحد المقرر لها وهو 178 متر حتى لا تؤثر سلباً على جسم السد العالي خاصة في حالات حدوث الفيضانات العالية. واكتمل إنشاء القناة في نوفمبر 1996.:87:92:2

#### توسيع وتعميق القناة
تم توسيع وتعميق مجرى قناة المفيض لاحقا على عدة مراحل بهدف زيادة قدرة تصريف القناة لتصل إلي 220 مليون متر مكعب يومياً عند الحاجة لتصريف مياه الفيضان العالية التي تزيد علي الطاقة الاستيعابية لبحيرة ناصر وتخزينها في بحيرات توشكي.

#### السد الترابي
يقع السد الترابي أو «الساتر ترابى» داخل قناة مفيض توشكى، شرق طريق «أسوان - أبوسمبل» عند الكيلو «45»، ويحتجز الساتر خلفه مياه الفيضان داخل قناة المفيض قبل وصولها إلى منطقة المنخفض أو البحيرات، وله عرض وارتفاع يسمح باحتجاز المياه خلفه. وعند ارتفاع منسوب قناة المفيض يتم فتح الساتر الترابى لتمرير المياه في قناة المفيض إلى البحيرات، ويجرى حاليًا الإعداد لتنفيذ مشروع لاستبدال السد الترابى ببوابات إلكترونية لتحقيق سرعة الاستجابة في حالات الطوارئ والفيضانات العالية، بهدف حماية جسم السد العالي.

### الهيئة العامة للسد العالى وخزان أسوان
الهيئة العامة للسد العالى وخزان أسوان التابعة لوزارة الموارد المائية والري هي الجهة المسئولة عن إدارة مفيض توشكى وقناة المفيض.

## محاور النقل

### محور توشكى (محور الجنزوري)
هو طريق بري لتنمية الجنوب بطول 1500 كم، يبدأ من مدينة توشكي الجديدة بمحافظة أسوان ثم يتجه غرباً ويمر أعلى مجرى قناة الشيخ زايد ثم أعلى مجرى قناة مفيض توشكى ويتفرع بعد ذلك إلى اتجاهين:
- اتجاه جنوبي إلى مدينة أبو سمبل بمحافظة أسوان.
- اتجاه غربي إلى العوينات ودرب الأربعين ثم يتجه بعدة تفريعات شمالاً إلى الواحات الخارجة والواحات الداخلة والواحات البحرية وحتى يصل إلى مدينة 6 أكتوبر بمحافظة الجيزة.[13][14]

أطلق اسم الدكتور كمال الجنزوري (رئيس الوزراء الراحل) على محور توشكى تأكيدا على دوره في مشروع توشكى.

### مطار أبو سمبل
يبعد مطار أبو سمبل تقريباً 55 كم عن مدينة توشكى الجديدة.

### محطة توشكى للقطار الكهربائي السريع
هي احدى محطات مشروع القطار الكهربائي السريع الذي يقدم منظومة نقل نظيفة وذكية ومستدامة، لخدمة منطقة توشكى كمنطقة زراعية صناعية ومنطقة تنمية جديدة.

## مشروع توشكى الزراعي
مشروع توشكى هو أحد الأضلاع الثلاثة لمشروع تنمية جنوب الوادي الذي يتكون من (مشروع توشكى، مشروع شرق العوينات، مشروع درب الأربعين). ويخضع المشروع لإشراف وزارة الموارد المائية والري ووزارة الزراعة واستصلاح الأراضي.

### دراسات المشروع
على خلاف المتداول عن المشروع، فقد خضع للعديد من الدراسات السابقة للتنفيذ تمثلت في:
- خلال الفترة (من 1963 وحتى 1966) قامت المؤسسة المصرية العامة لتعمير الصحاري (الهيئة العامة لمشروعات التعمير والتنمية الزراعية حالياً) بالإشتراك مع شركة جير فيزيقا اليوغوسلافية بعمل دراسة جيولوجية وجيوفيزيقة لمنطقة جنوب الوادي والتي شملت منطقة منخفض توشكى.
- خلال الفترة (من 1969 وحتى 1971) قامت الهيئة العامة لتعمير الصحاري (الهيئة العامة لمشروعات التعمير والتنمية الزراعية حالياً) بعمل دراسات حصر أراضي لمنطقة جنوب الوادي لمساحة 8 مليون فدان وانتهت إلى صلاحية 3.3 مليون فدان للاستغلال الزراعي.
- في عام 1974 نشر الدكتور عبد العظيم أبو العطا موسوعة هيدروجيولوجية المياه الأرضية بجمهورية مصر العربية المكونة من أربع أجزاء والتي تناولت منطقة مشروع توشكى.
- في عام 1978 أصدر معهد التخطيط القومي دراسة تحليلية لمقومات التنمية الإقليمية بمنطقة جنوب مصر شملت منطقة توشكى.
- في عام 1980 أصدرت جمعية المخططين المصرية نشرة عن مشروع وادي جديد يبدأ من توشكى.
- خلال الفترة (من 1983 وحتى 1984) قامت الهيئة العامة لمشروعات التعمير والتنمية الزراعية بالاشتراك مع بيت الخبرة ايروكونسلت / بير بعمل دراسة لمنطقة جنوب الوادي انتهت إلى نفس النتيجة التي وصلت إليها الهيئة العامة لتعمير الصحاري.
- في عام 1986 نشرت مجلة المهندسين المصرية دراسة عن مشروع جنوب الوادي.
- في عام 1989 قامت أكاديمية البحث العلمي بالإشتراك مع معهد بحوث الصحراء (مركز بحوث الصحراء حالياً) بإعداد موسوعة الصحراء الغربية من أربعة أجزاء تشمل جميع المعلومات عن المياه السطحية والجوفية في الصحراء الغربية والموارد الطبيعية وفرص التصنيع.
- قامت وزارة الأشغال بالإشتراك مع جامعات أمريكية بعمل دراسة جيولوجية شاملة لمنطقة بحيرة ناصر ومنطقة توشكى تضمنت تأثير الزلازل والفوالق.
- قامت الهيئة العامة لتعمير الصحاري (الهيئة العامة لمشروعات التعمير والتنمية الزراعية حالياً) بتقدير احتياجات المنطقة من المياه وتصميم التركيب المحصولي والبدائل وتصميم شبكة الترع والمصارف.
- في عام 1970 تم تحديد محور الترعة الرئيسية وتم عمل الجسات.
- في عام 1986 قامت وزارة الري والهيئة المصرية العامة للمساحة بالإشتراك مع جامعات أمريكية والوكالة الأمريكية للتنمية بإجراء دراسة جيولوجية كاملة استغرقت عامين.
- في عام 1996 قامت وزارة الزراعة واستصلاح الأراضي بتكليف معهد بحوث الأراضي والمياه (يتبع حالياً مركز البحوث الزراعية) بإجراء تحديث للدراسات السابقة بمنطقة جنوب الوادي والتحقق من نتائجها باستخدام الأقمار الصناعية ونظم المعلومات الجغرافية وذلك لتحديد وحدات الأراضي ومواقع القطاعات للمساحات القابلة للزراعة.
- في عام 1998 قام البنك الدولي بدراسة عن مدى الجدوى الاقتصادية للمشروع والتي أشارت إلى أن معدل العائد الداخلي يتراوح ما بين 8% إلى 21% وأن المشروع يساهم في الحد من الفقر بمحافظات الجنوب ويستوعب عمالة متنوعة سواء في مراحل الإنشاء أو التشغيل.
- كلف مجلس الوزراء وزارة الري بعمل حصر لدراسات المشروع منذ بدايتها وحتى عام 1998 والتي تضمنت:
  - 13 دراسة قامت بها المراكز البحثية المصرية والأجنبية.
  - دراسات قامت بها الوزارات والمراكز المصرية والإستشاريون للتنمية.
  - 13 دراسة لأجهزة وزارة الري والموارد المائية.
  - 8 دراسات لمعاهد المركز القومي لبحوث المياه.
  - 3 دراسات لمعهد بحوث الميكانيكا والكهرباء.
  - 3 دراسات لمعهد بحوث صيانة الترع.
  - 4 دراسات لمعهد بحوث إدارة المياه.
  - 4 دراسات لمعهد بحوث الصرف.
  - 2 دراسة لمعهد بحوث المساحة.
  - 3 دراسات لمعهد بحوث النيل.
  - 5 دراسات لمعهد بحوث المياه الجوفية.
  - 3 دراسات لمعهد بحوث الإنشاءات.

واشترك في اعداد تلك الدراسات معهد الهيدروليكا والهيئة المصرية العامة للمساحة والهيئة المصرية العامة للمساحة الجيولوجية والهيئة المصرية العامة للسد العالي والهيئة العامة لمشروعات التعمير والتنمية الزراعية والهيئة العامة لتعمير الصحاري ووزارة الري ومعاهدها ووزارة الزراعة ومراكزها ومعاهدها البحثية وأكاديمية البحث العلمي والمركز القومي لبحوث المياه والجامعات الإقليمية.:145:117

### تاريخ المشروع

#### البداية
تم الإعلان عن مشروع توشكى في 9 يناير 1997 كمشروع قومى عملاق، يهدف إلى نقل المياه من بحيرة ناصر عبر قناة جديدة مكشوفة (قناة الشيخ زايد) عرضها 200 متر تبعد حوالي 8 كم شمال قناة مفيض توشكى وذلك من خلال محطة طلمبات لرفع المياه، على أن تمتد القناة الجديدة في توسعاتها المستقبلية من منطقة توشكى إلى واحة باريس بالواحات الخارجة ومنها إلى الواحات الداخلة ثم تتجه إلى واحة الفرافرة، على أن تصل بعد ذلك إلى الواحات البحرية وتستمر في طريقها لكى تصب في النهاية بمنخفض القطارة.:2
تم تخطيط مشروع توشكى الزراعي للتنفيذ خلال مدة 20 عام اعتباراً من 1997 وحتى عام 2017 بتكلفة نهائية تقديرية 300 مليار جنيه وذلك لاستصلاح نحو 1.5 مليون فدان. على أن يتم استصلاح نحو 500 ألف فدان خلال المرحلة الأولى للمشروع.:29:42

#### توقف المشروع
طبقا لتقرير الجهاز المركزي للمحاسبات الصادر في عام 2010 فإن الهدف النهائى للمشروع لم يتحقق نتيجة للآتي:
- انخفاض نسبة المساحة المنزرعة بالمشروع، التى بلغت 6.6% فقط من المساحة المخصصة للمستثمرين، وتكبّدت الدولة خسائر نحو 6 مليارات جنيه تم صرفها على مدار 14 عاماً منذ بدء العمل بالمشروع عام 1996، وهو ما أدى إلى تعطل الاستفادة من الاستثمارات التى تم إنفاقها.
- توقف استكمال فرع «4» بعد فسخ العقد مع الشركة المصرية لاستصلاح وتنمية الأراضى في 11 ديسمبر 2006، وهو الفرع الذي يخدم زمام 200 ألف فدان بنسبة 37.0% من إجمالى مساحة المشروع البالغة 540 ألف فدان بسبب عدم توفر الاعتمادات المالية.
- توقف استكمال تنفيذ أعمال التبطين للمسافة من ك 7.494 حتى ك 18.50 من دليل فرعى «3.4»، التى تخدم مساحة حوالى 30 ألف فدان من زمام فرع «4» بسبب عدم توفر التمويل المطلوب.
- انخفاض معدلات التنفيذ بعملية استكمال فرع «2».
- إطلاق المياه بفم فرع «3» بتاريخ 27 أكتوبر 2010، ولم يتم إطلاقها في باقى الفرع نظراً للحاجة إلى إعادة تأهيل مسار الفرع قبل إطلاق المياه، وكذلك إعادة تأهيل وتجارب تشغيل محطات الرفع على الفرع.
- عدم التصرّف في الآبار غير المستغلة بمنطقة توشكى وتوقف الانتفاع من الاستثمارات التى تم إنفاقها عليها والقصور في حمايتها من الاعتداءات وأعمال التخريب والسرقة.
- تعثُّر أعمال تنفيذ إنشاء المستعمرة السكنية بالكيلو 50 على قناة الشيخ زايد التى تشمل إنشاء 39 وحدة سكنية ومبنى إدارى ونادٍ اجتماعى ومسجد وسور حول محطة الرفع.[20]

#### إعادة إحياء المشروع (توشكى الخير)

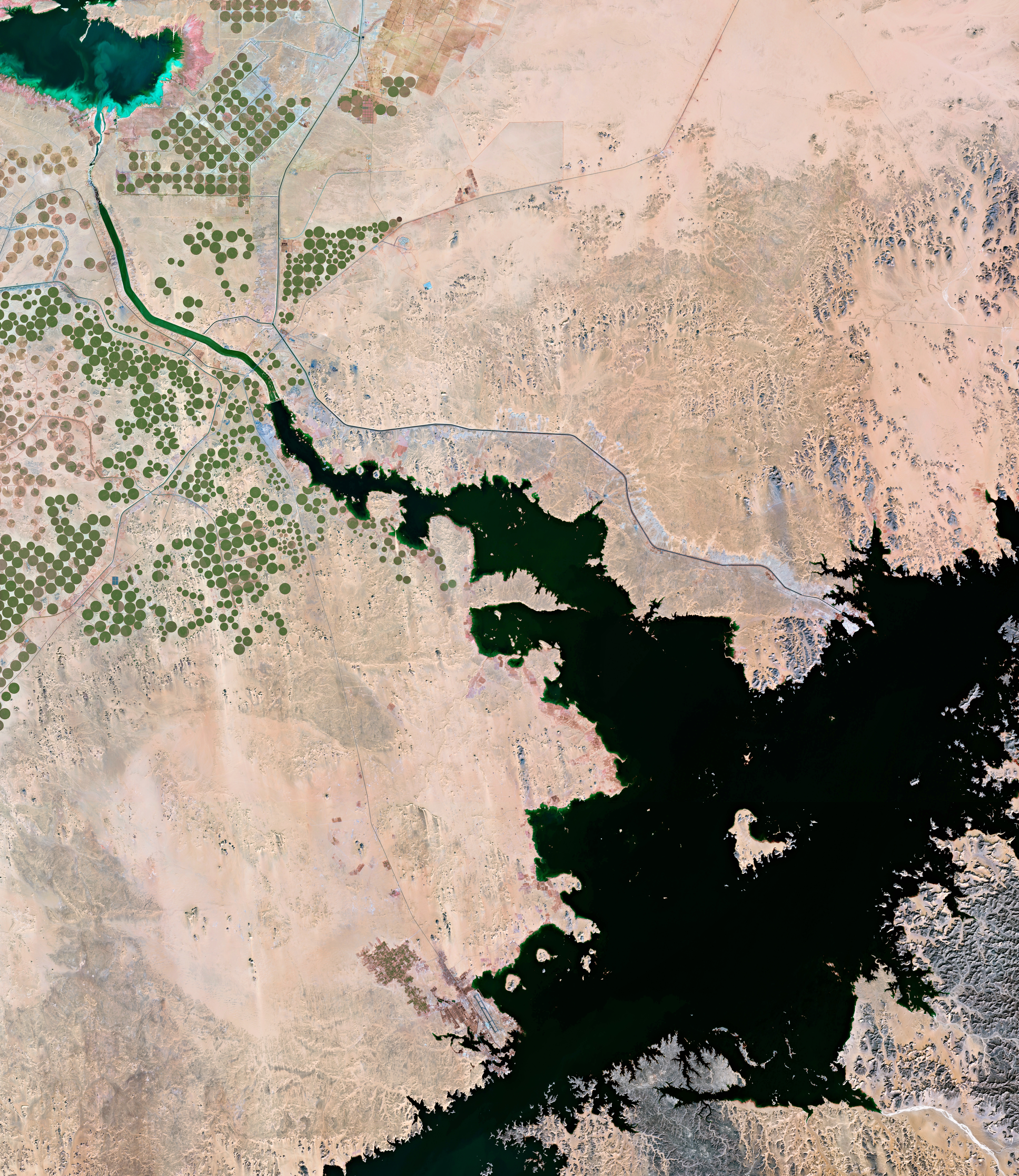
تصوير جوى لبحيرة ناصر سنة 2022 ظاهر فيه جزء من مشروع توشكى الخير

في يوليو 2020 بدأت الحكومة المصرية استكمال مشروع توشكى تحت اسم «توشكى الخير» بإشراف مباشر من جهاز مشروعات الخدمة الوطنية عن طريق شركتيه (الوطنية لاستصلاح وزراعة الأراضي الصحراوية والوطنية للمقاولات العامة والتوريدات) والهيئة الهندسية للقوات المسلحة وذلك بالتعاون مع وزارة الموارد المائية والري ووزارة الزراعة.

### هدف المشروع
أهداف المشروع طبقاً لوزارة الموارد المائية والري المصرية:
- إضافة مساحة جديدة إلى الرقعة الزراعية تبلغ حوالي 600 ألف فدان يمكن أن تصل في المستقبل إلى حوالي مليون فدان تروى بالمياه السطحية من نهر النيل بالإضافة إلى المياه الجوفية المتوفرة بالمنطقة.
- إقامة مجتمعات زراعية وصناعية متكاملة تقوم على استغلال المواد الزراعية الأولية الناتجة عن المشروع ثم تمتد لتشمل الصناعات القائمة على الخامات المحلية والتعدين وإنتاج الطاقة.
- إنشاء مجتمعات عمرانية جديدة لتقليل الكثافة السكانية في الوادي والدلتا.
- فتح آفاق جديدة للعمل لكافة مستويات العمالة في مجالات الزراعة والصناعة والتجارة والتنقيب عن المعادن والمواد الخام.
- إنشاء وتطوير شبكة الطرق بما يخدم أهداف وخطط التنمية بالمنطقة.
- تشجيع النشاط السياحى بالمنطقة وكذلك سياحة السفاري والسياحة العلاجية وسياحة رالي السيارات.[18]

### البنية الأساسية للمشروع

#### محطة طلمبات توشكى (محطة طلمبات مبارك)
هي محطة رفع مياه عملاقة لضخ المياه من بحيرة ناصر إلى قناة الشيخ زايد ومن ثم إلى فروعها الأربعة. ترتبط المحطة بغرفة تحكم رئيسية بجميع قناطر أفمام الترع وقناطر التحكم بنظام ربط الكتروني بحيث يتم التحكم في كمية المياه الخارجة من وحدات المحطة حسب احتياجات الري الفعلية. وتقع المحطة على البر الأيسر (الجانب الغربي) لبحيرة ناصر شمال خور توشكي بحوالي 8 كم. فيما تتكون المحطة من 24 وحدة طلمبات منها ثلاث وحدات احتياطي وثلاث وحدات للتوسعات المستقبلية. ويلغ أقصى رفع استاتيكي للمحطة 54 متر مع ضمان استمرارية تشغيلها عندما ينخفض منسوب المياه ببحيرة ناصر إلى أدنى حد للتخزين.
التصرف التصميمي للمحطة 25 مليون متر مكعب في اليوم في المرحلة الأولي. وتم الانتهاء من إنشاء المحطة وإجراء تجارب الاختبارات النهائية لعدد 21 وحدة رفع بتكلفة إجمالية لإنشاء المحطة حوالي 1480 مليون جنيه.

#### قناة الشيخ زايد (قناة جنوب الوادي سابقاً)
تبدأ قناة الشيخ زايد أو ترعة الشيخ زايد بمنشأ خرساني طوله 3٫35 كم وعرض قاعه 9٫5 متر ويتكون من وحدتين علي شكل حرف U وذلك للتغلب علي مشكلة المناسيب المنخفضة بالمنطقة، حيث يصل بين حوض طرد محطة طلمبات مبارك ذات المنشأ الخرساني والمنسوب المرتفع نسبياً بقناة الشيخ زايد ذات المنسوب المنخفض.
وعلى امتداد القناة وأفرعها تم إنشاء عدد من الأعمال الصناعية الهندسية مثل:
- القناطر: منشأ خرساني بعرض المجرى المائي للتحكم في مناسيب وحركة تدفق المياه من خلال بوابات ميكانيكية.
- المساقي: هي ترع فرعية بأطوال محدودة منشقة عن الأفرع الرئيسية لري زمام منطقة محددة.
- المآخذ: منشأ خرساني منشق عن مجرى مساقي الأفرع الرئيسية للتحكم في كميات ومنسوب المياه داخل حوض الري من خلال بوابات لتغذية محطات الرفع والتوزيع لمنظومة الري المحوري الآلي.
- البرابخ: منشأ خرساني بعرض الممر المائي لنقل حركة الطرق أعلى المجرى المائي ومصمم بممرات بهياكل خرسانية مغلقة لتأمين تدفق المياه أسفل الطريق.
- السحارات: منشأ خرساني لحل تقاطع مجريين للماء. تمر السحارة أسفل أحدهما بتصميم بفتحات محددة يسمح باستمرار تدفق المجرى المائي من منطقة إلى أخرى.

القناة الرئيسية
يبلغ طولها 47.45 كم وعرض قاعها 30 متر. وتم إنشاء قنطرة (قنطرة الفم الرئيسية) علي القناة للتحكم في مناسيب المياه وكذلك قناة فرعية بالقرب من نهايتها تصلها بقناة مفيض توشكى لتصريف المياه الزائدة عن مناسيب التشغيل الآمنة. وتتفرع القناة في نهايتها إلي دليلين هما: دليل فرعي (1) و (2) ودليل فرعي (3) و (4).
- دليل فرعي (1) و (2): يبلغ طوله 22 كم وعرض قاعه 20 متر. ويخدم زمام قدره 109 ألف فدان مباشرة. ويتفرع الدليل في نهايته إلي فرعين «فرع (1) وفرع (2)».
  - فرع (1): يبلغ طوله حوالي 24 كم وعرض القاع 9 متر ويخدم زمام قدره 120 ألف فدان حيث يتم ري 17 ألف فدان من زمام الفرع عن طريق مأخذ أيمن دليل فرعي (1) و (2).
  - فرع (2): يبلغ طوله 26.5 كم وعرض القاع 8 متر ويخدم زمام قدره 120 ألف فدان حيث يتم ري 32 ألف فدان من زمام الفرع عن طريق مأخذ أيسر دليل فرعي (1) و (2).
- دليل فرعي (3) و (4): يبلغ طوله حوالي 18.5 كم وعرض قاعه 20 متر. وعند تقاطع الدليل مع قناة مفيض توشكي تم إنشاء سحارة من الخرسانة عبارة عن أربعة فتحات مربعة الشكل وبطول إجمالي حوالي 8000 متر لإمرار تصرف يصل إلى 175 متر مكعب في الثانية لتغذية فرع 3 عند الكيلو 7.594 وفرعي (4) و (4″) عند نهاية الدليل.
  - فرع (3): يبلغ طوله حوالي 24 كم وعرض قاعه 8 متر. وقد تم إنشاء ثلاثة محطات للرفع ذات رفع استاستيكي إجمالي يصل إلى حوالي 63 متر في نهاية الفرع. ويخدم الفرع زماما قدره 100 ألف فدان.
  - فرع (4): يبلغ طوله 30 كم ويسير في الأراضي ذات المناسيب المنخفضة.
    - مسقى K.
      - مأخذ الكيلو 1.3.
      - مأخذ الكيلو 3.39.
      - مأخذ الكيلو 5.5.

    - مسقى A.
    - مسقى M.
    - مسقى S.

  - فرع (4″): يبلغ طوله 19.5 كم ويسير في الأراضي ذات المناسيب المرتفعة، ولذلك يتم إنشاء ثلاثة محطات للرفع ذات رفع استاستيكي إجمالي يصل إلي حوالي 63 متر في نهاية الفرع. ويبلغ الزمام الكلي لفرع (4) و (4″) 200 ألف فدان.[18][24]

#### محطة الكهرباء
محطات المحولات وخطوط نقل وتوزيع الكهرباء تشمل:
- محطة محولات توشكي (1) لخدمة محطة طلمبات مبارك.
- محطة محولات توشكي (2) لتغذية محطات الإصلاح (1) و (2) و (3) و (4)
- محطة الإصلاح (1) لخدمة زمام فرعي (1) و (2)
- محطة الإصلاح (2) لخدمة زمام فرع (4)
- محطة الإصلاح (3) لخدمة محطة رفع الكيلو 12٫275 علي فرع (3)
- محطة الإصلاح (4) لخدمة محطتي رفع الكيلو 16٫370 والكيلو 23٫203 علي فرع (3)
- خطوط نقل وتوزيع الكهرباء بطول 280 كم.
- ثلاث لوحات توزيع كهرباء.[18]

#### آبار المياه الجوفية
أثبتت الدراسات الأقتصادية أن معدلات تنمية المياه الجوفية في منطقة جنوب الوادى والصحراء الغربية يمكن أن تصل إلى ما يقرب من 2٫5 مليار م3 سنوياً.
عدد الأبار المستهدف تنفيذها 316 بئر لزراعة حوالى 30 ألف فدان بمناطق متفرقة.
بلغ إجمالي الآبار التي تم حفرها حتي الآن 130 بئرا إنتاجيا و58 بئرا اختباريا.
بلغت الأراضي المنزرعة علي المياه الجوفية حتي الآن أكثر من ثلاثة آلاف فدان.

#### استصلاح الأراضي
| الشركة العاملة | الدولة المالكة           | المساحة المزروعة                                         | أنواع المحاصيل | ملاحظات                                                 |
| --- | ------------------------ | -------------------------------------------------------- | -------------- | ------------------------------------------------------- |
| شركة الراجحي (إحدى شركات الراجحي الدولية للإستثمار التي يملكها الشيخ سليمان عبد العزيز الراجحي)                                                     | السعودية                 |                                                          |                |                                                         |
| شركة الظاهرة | الإمارات العربية المتحدة |                                                          |                | [ 25 ]                                                  |
| الشركة الوطنية لاستصلاح وزراعة الأراضي الصحراوية (إحدى شركات جهاز مشروعات الخدمة الوطنية)                                                           | مصر                      |                                                          |                | استحوذت على أسهم شركة المملكة للتنمية الزراعية "كادكو". |
| شركة جنوب الوادي للتنمية (إحدى شركات القابضة للتشييد والتعمير)                                                                                      | مصر                      |                                                          |                |                                                         |
| شركة تنمية الريف المصري الجديد (شركة يساهم فيها وزارة المالية٬ الهيئة العامة لمشروعات التعمير والتنمية الزراعية، وهيئة المجتمعات العمرانية الجديدة) | مصر                      | منطقة آبار توشكى                                         |                | [ 27 ]                                                  |
| الهيئة العامة لمشروعات التعمير والتنمية الزراعية (وزارة الزراعة)                                                                                    | مصر                      | المنطقة حول شواطئ منخفضات توشكى الصالحة للزراعة الشاطئية |                | [ 28 ]                                                  |
| مركز بحوث الصحراء ومركز البحوث الزراعية (وزارة الزراعة)                                                                                             | مصر                      | محطة بحوث توشكى الزراعية على مساحة 500 فدان              |                | [ 29 ] [ 30 ] [ 31 ]                                    |

الدعم الفني
يقدم الدعم الفني لاستصلاح أراضي المشروع فريق من المعاهد التابعة لمركز البحوث الزراعية التابع لوزارة الزراعة واستصلاح الأراضي ومن أمثلتها:
- معهد بحوث الأراضي والمياه والبيئة.[32]
- معهد بحوث المحاصيل الحقلية.
- معهد بحوث المحاصيل السكرية.[33]

#### وسائل الري
يتم ري أغلب أراضي المشروع من خلال نظام الري المحوري (بالإنجليزية: Center-pivot irrigation) وهو طريقة حديثة لري المحاصيل الحقلية من خلال ذراع أنبوبي قائم على عجلات يدور على محور مركزي موصل بمصدر للماء ومثبت على الذراع رشاشات لري مساحة من الأرض في شكل دائرة نصف قطرها طول الأنبوب. ومن خلال تعديل سرعة النظام، فإن جهاز الري المحوري يتحكم بكمية الرش، مما يسمح بتعديل كمية الماء التي سوف يتم رشها على المحاصيل.

#### الصوامع
- صوامع وزارة التموين: يتم تنفيذها على مرحلتين الأولى بسعة تخزينية 300 ألف طن، والثانية بسعة تخزينية 200 ألف طن.[35][36]
- صومعة الراجحي: بطاقة 30 ألف طن.[37]

### الانتقادات التي وجهت إلى المشروع
تعرض المشروع منذ بدايته للعديد من الإنتقادات تم الرد عليها من قبل الحكومة المصرية:
- التسرع في تنفيذ المشروع دون دراسات كافية.
  - الرد: دراسات المشروع بدأت منذ الستينات وشاركت فيها أغلب الجهات البحثية المصرية وجميع الوزارات ذات الصلة (الري والزراعة) بجانب جهات دولية.
- ضخامة الإستثمارات المطلوبة لتنفيذ المشروع والتي يمكن توجيهها إلى مشاريع أخرى ذات عائد استثماري أفضل.
  - الرد: ضخامة الإستثمار تعزى إلى كون المشروع من المشروعات العملاقة مرتفعة التكلفة والتي أكدت جدواها الدراسات الإقتصادية التي أعدتها الجهات البحثية والبنك الدولي.
- كيفية تدبير الموارد المائية للمشروع في حين تعاني مصر من العجز المائي.
  - الرد: تعمل وزارة الري والموارد المائية على تدبير الموارد المائية للمشروع من خلال إدارة وتنمية جميع موارد المياه المصرية مثل (استغلال المياه الجوفية، مشروعات تطوير نظم الري بدلتا النيل المتمثلة في تبطين الترع والمصارف والتحول للري الرشيد لتقليل الفاقد، إعادة تدوير مياه الصرف الزراعي لاستغلالها مرة أخرى في الري)
- تعرض ترعة الشيخ زايد للبخر.
  - الرد: اختيار التنفيذ عن طريق الترع والأفرع المكشوفة يأتي بسبب ضخامة تكاليف حلول الأنظمة الأخرى للري مثل الأنابيب والأنفاق، في حين أن متوسط البخر اليومي للقناة (على أساس مسافة 300 كم حتى واحة باريس) يبلغ 270 متر3 لكل متر أي ما يعادل 0.4% من التصرف اليومي للقناة الذي يبلغ 25 مليون متر3 يومياً، إلا أن تلك المياه تحمل نسبة كبيرة من الطمي مما يخصب الأراضي ويقلل من أضرار التخصيب البديلة بالإضافة إلى عدم ترسيبه في بحيرة ناصر مما يطيل عمر استخدامها للتخزين.
- اعتراض تكونيات صخرية لمسار ترعة الشيخ زايد وفروعها ووجود تسرب في قاع الترعة وجوانبها.
  - الرد: تجنب تخطيط مسار ترعة الشيخ زايد وفروعها مناطق وجود التكونيات الصخرية قدر الإمكان، في حين يمكن التغلب على وجود تلك التكوينات باستخدام المعدات والإمكانيات الحديثة.
- مدى صلاحية الأراضي على ضفتي ترعة الشيخ زايد وفروعها للإستصلاح.
  - الرد: أثبتت الدراسات التي أجريت على مساحة 25 مليون فدان بالصحراء الغربية وجود 7.5 مليون فدان قابلة للزراعة منها حوالي مليون فدان من الدرجة الأولى والثانية وحوالي 4 مليون فدان من الدرجة الثالثة والرابعة وحوالي 2.5 مليون فدان من الدرجة الخامسة، وحددت المساحة القابلة للزراعة بمنطقة بنحو 2.3 مليون فدان موزعة على المشروع بأكمله.
- تعرض المنطقة لزحف الرمال.
  - الرد: يمكن الحد من تأثير زحف الرمال من خلال زراعة النخيل والأشجار الخشبية كمصدات للرياح بالإضافة إلى أن شق الترع وأنظمة الصرف والرطوبة لها عوامل في وقف زحف الرمال.
- تأخر تنفيذ المشروع.
  - الرد: تنفيذ المشروعات القومية يأتي طبقاً لمبدأ الأولويات وتوافر الإمكانيات والتمويل الكافي للتنفيذ في ظل الظروف الإقتصادية.
- إمكانية نضوب المياه الجوفية.
  - الرد: تقدير الباحثين في منطقة جنوب الوادي لمخزون المياه الجوفية بالمنطقة بحوالي 350 ألف مليار متر3 من المياه وهو ما يعادل ألف ضعف مياه نهر النيل.[2]:149:143

## معرض صور

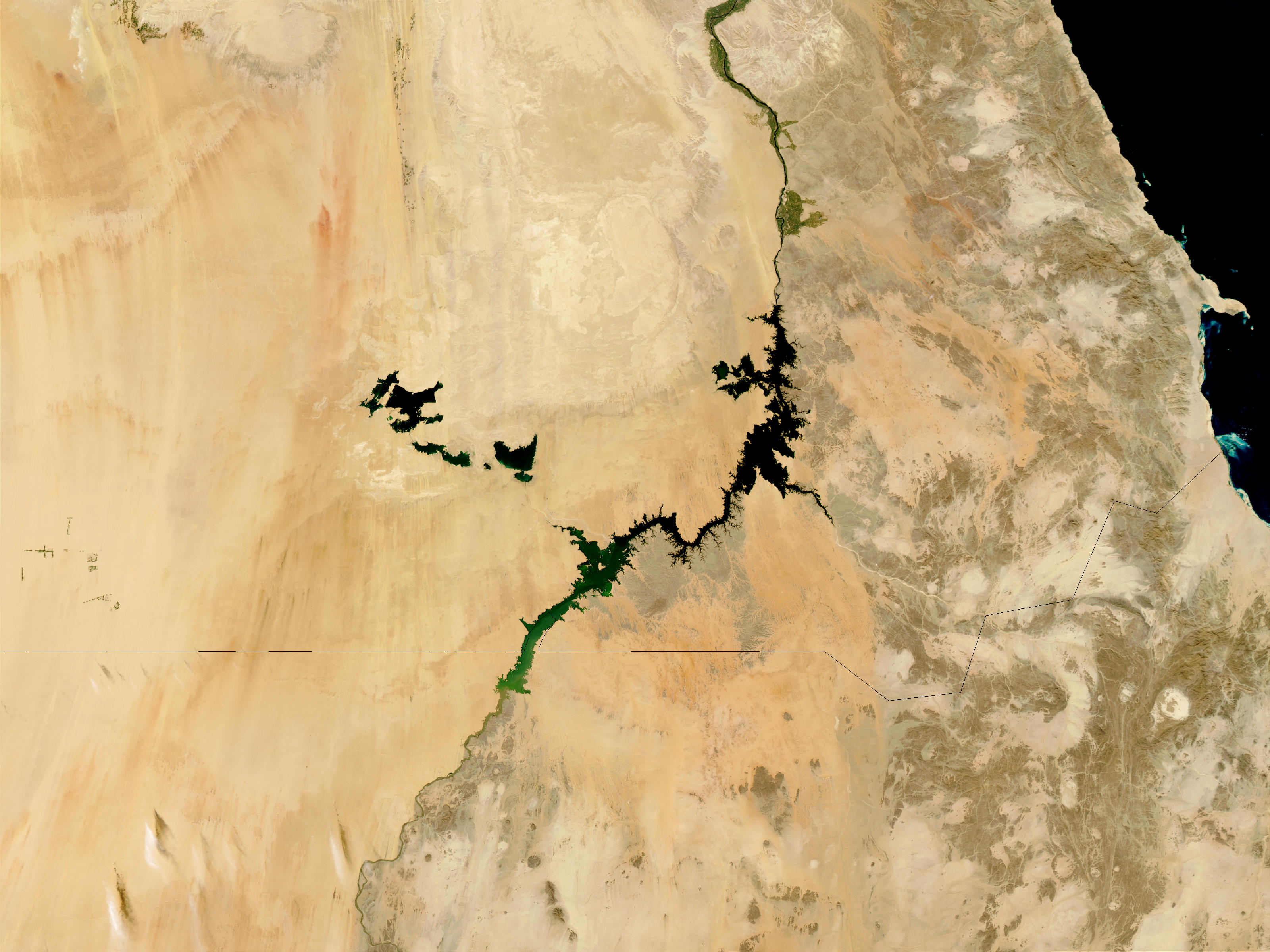
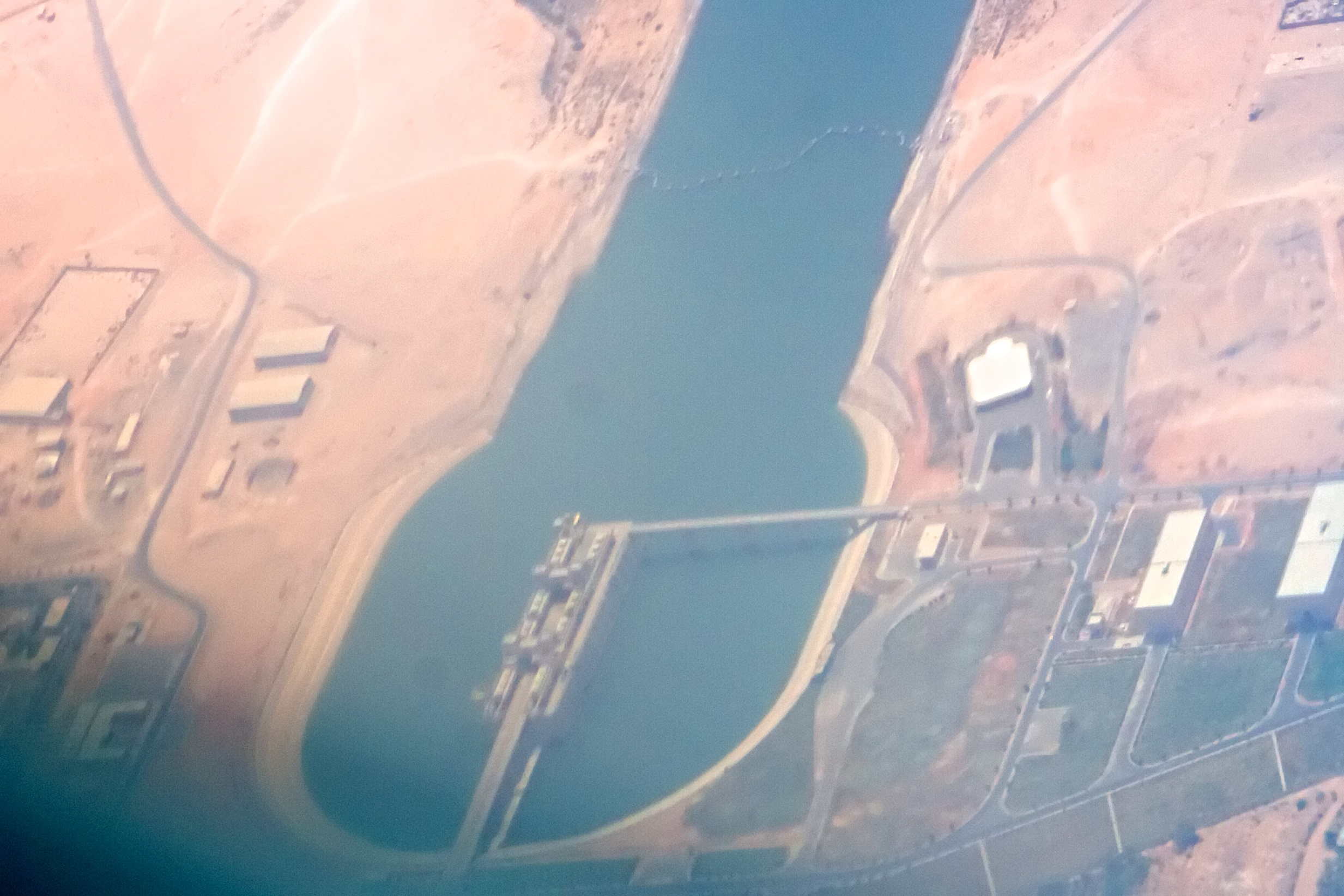
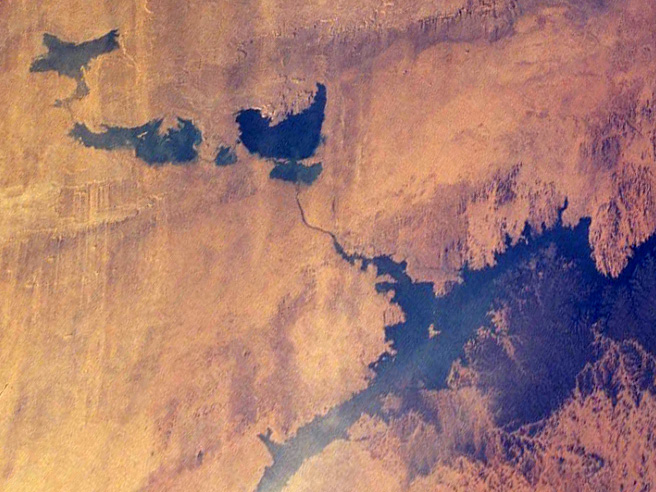
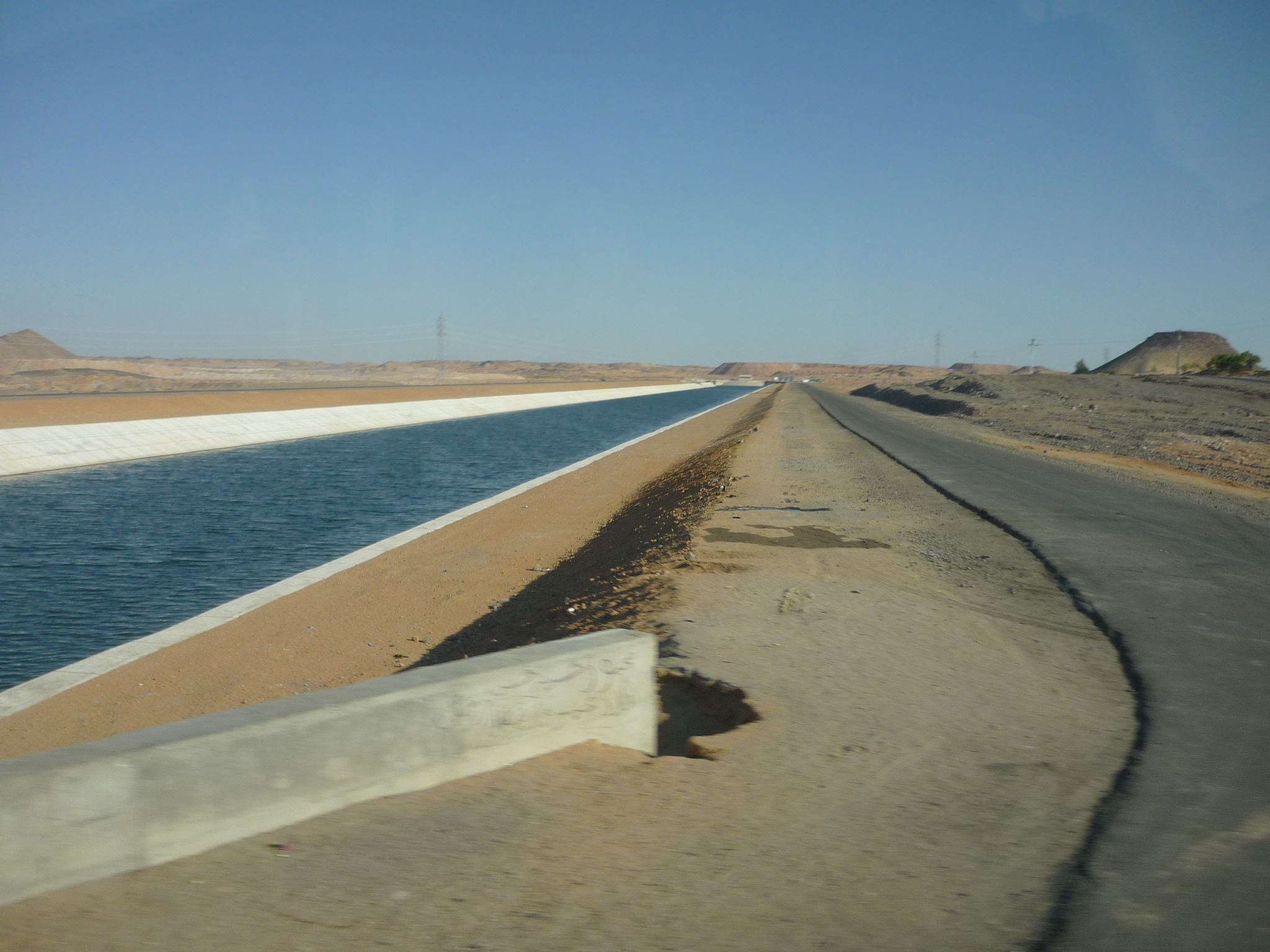
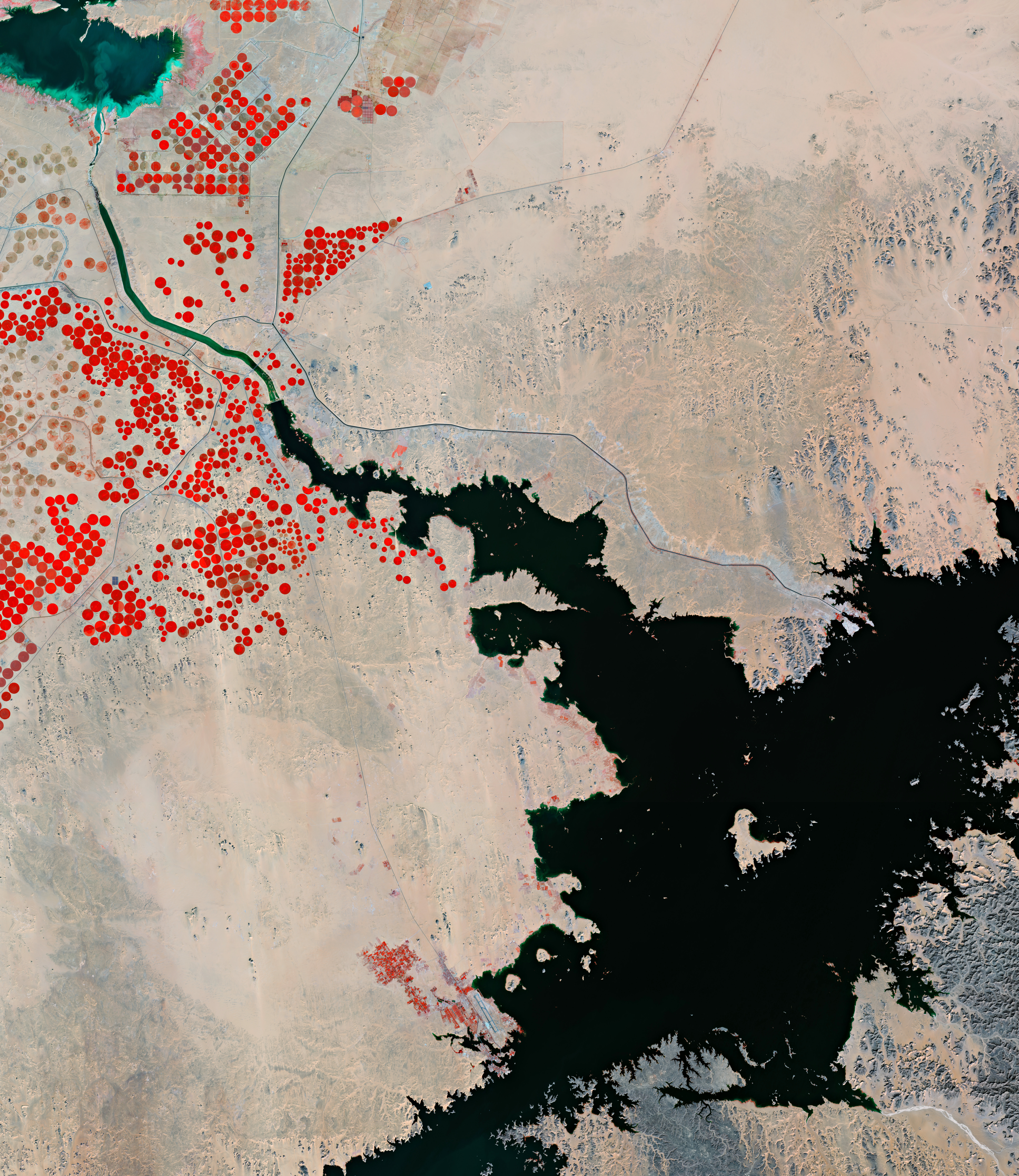
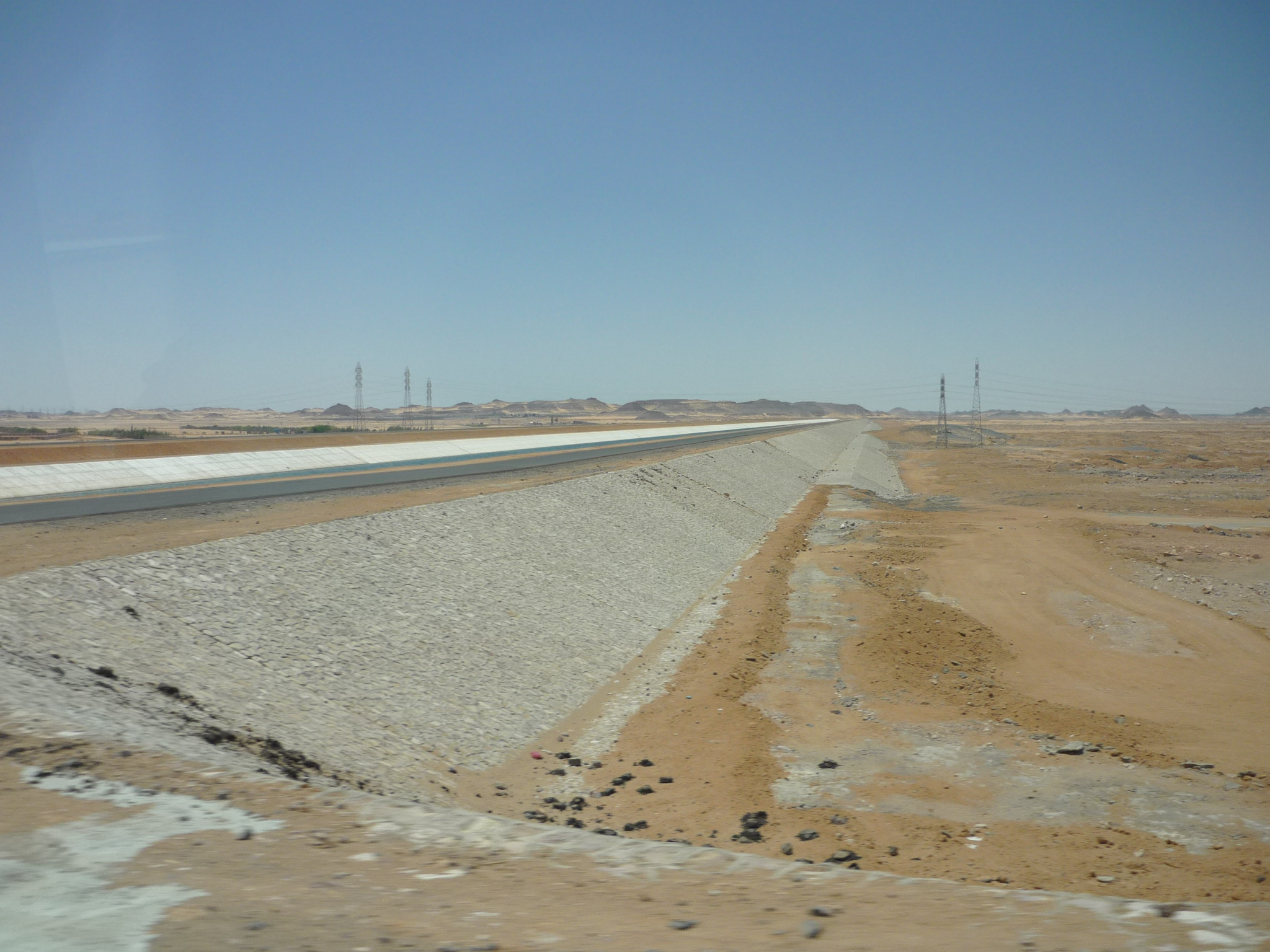
ترعة الشيخ زايد ، وإلى اليسار ترى بعض المشروعات الزراعية.
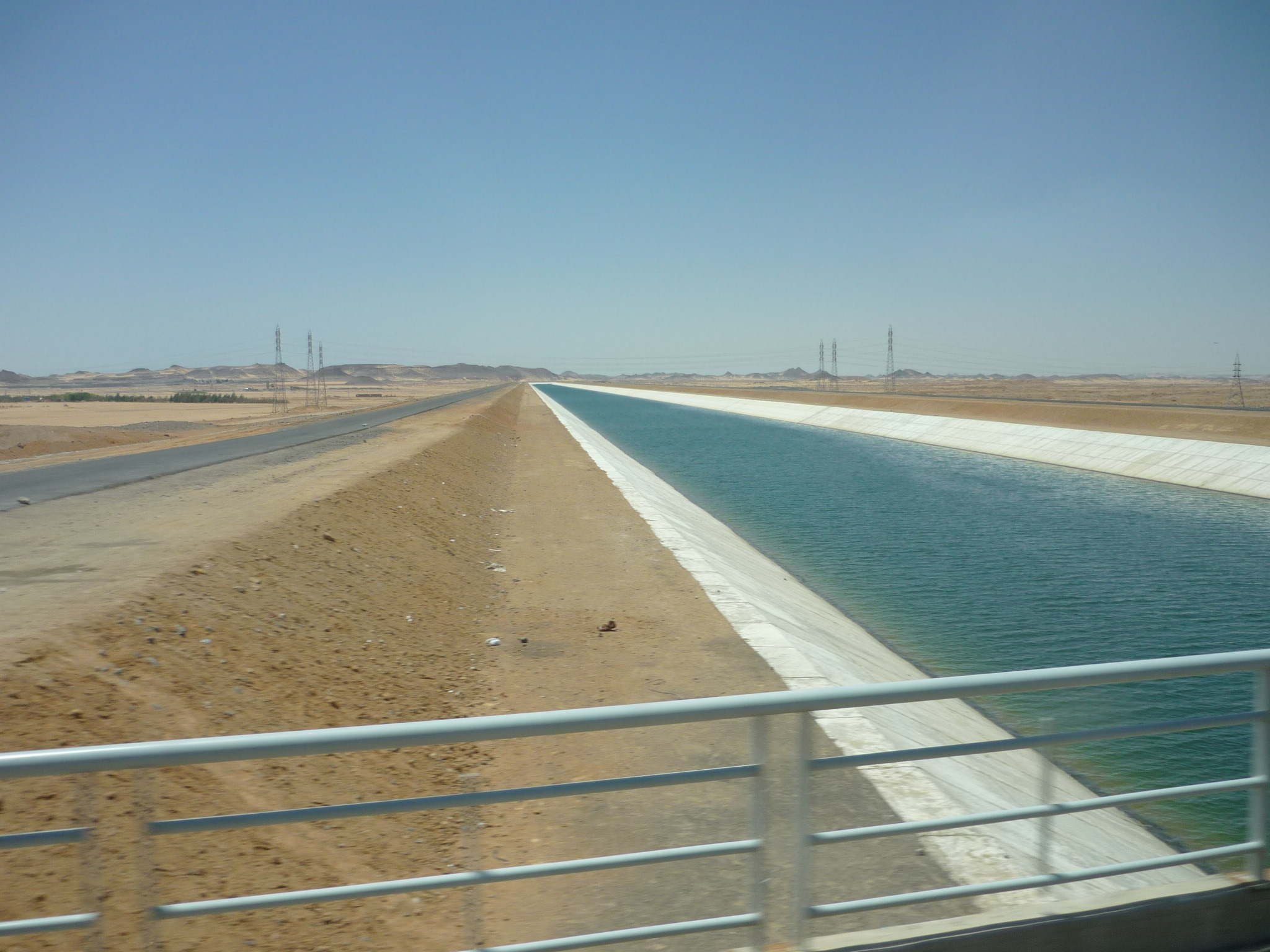
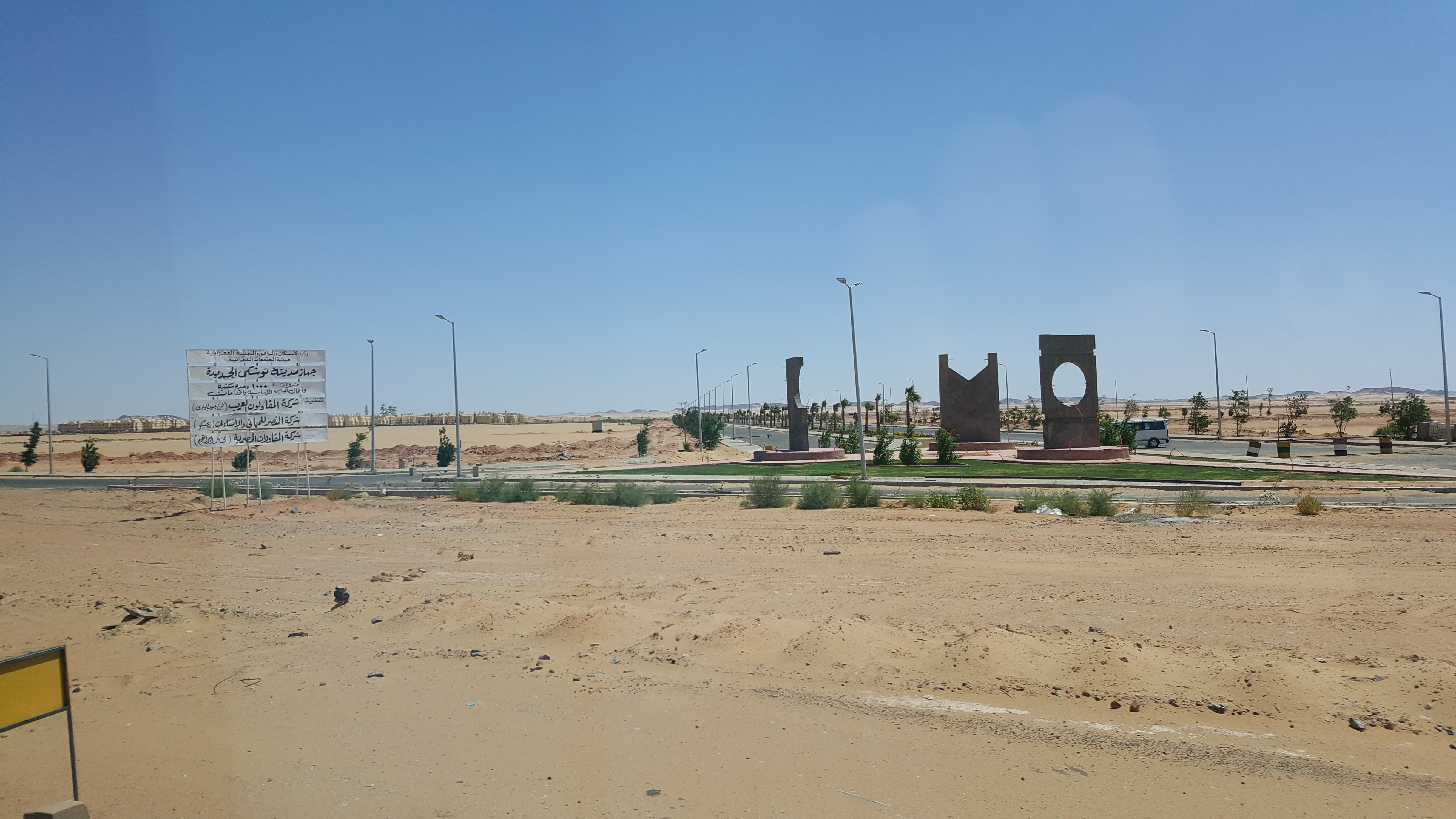
خريطة توضح منخفض مفيض توشكى
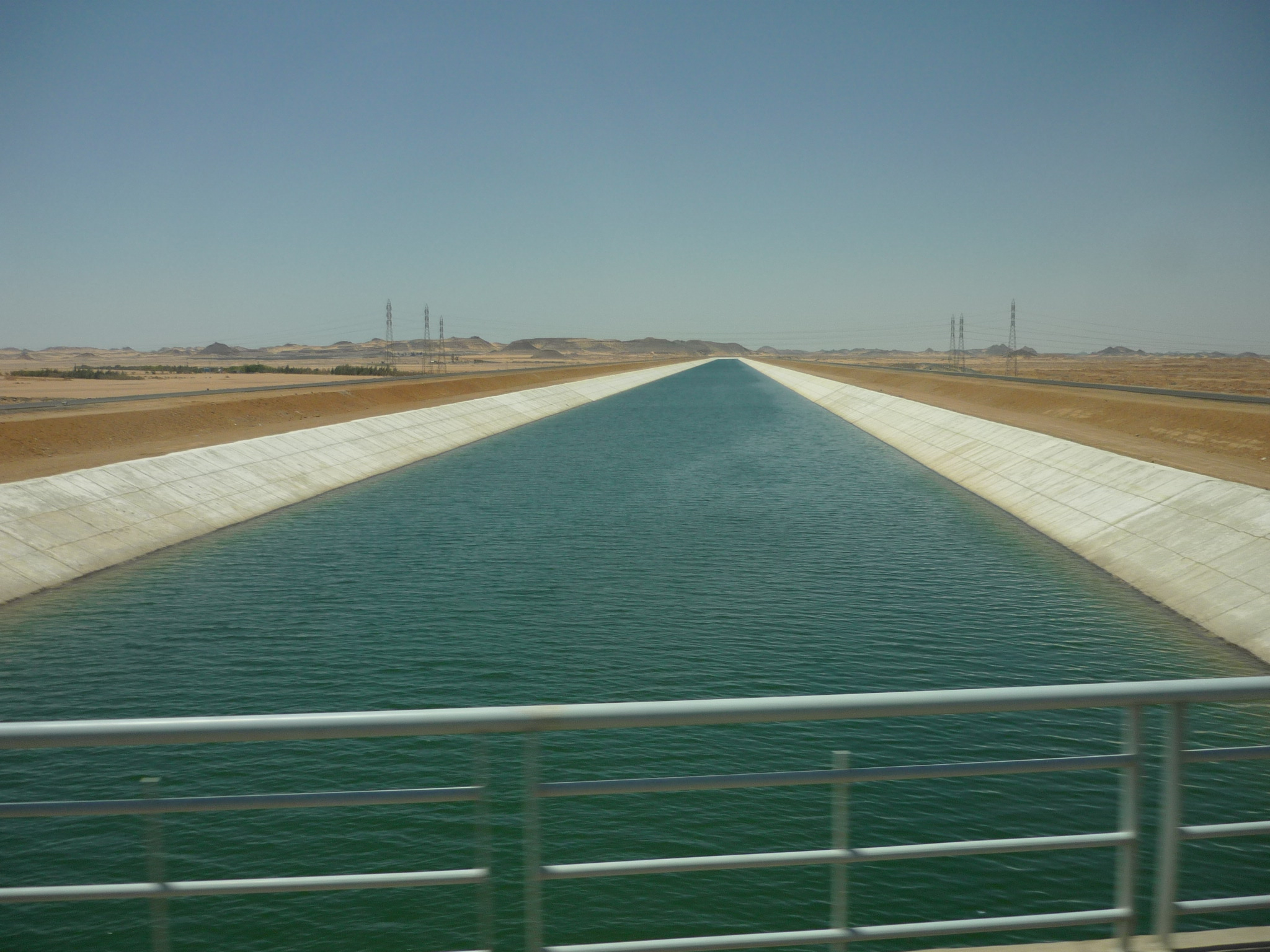
ترعة الشيخ زايد إحدى مقومات مشروع توشكى
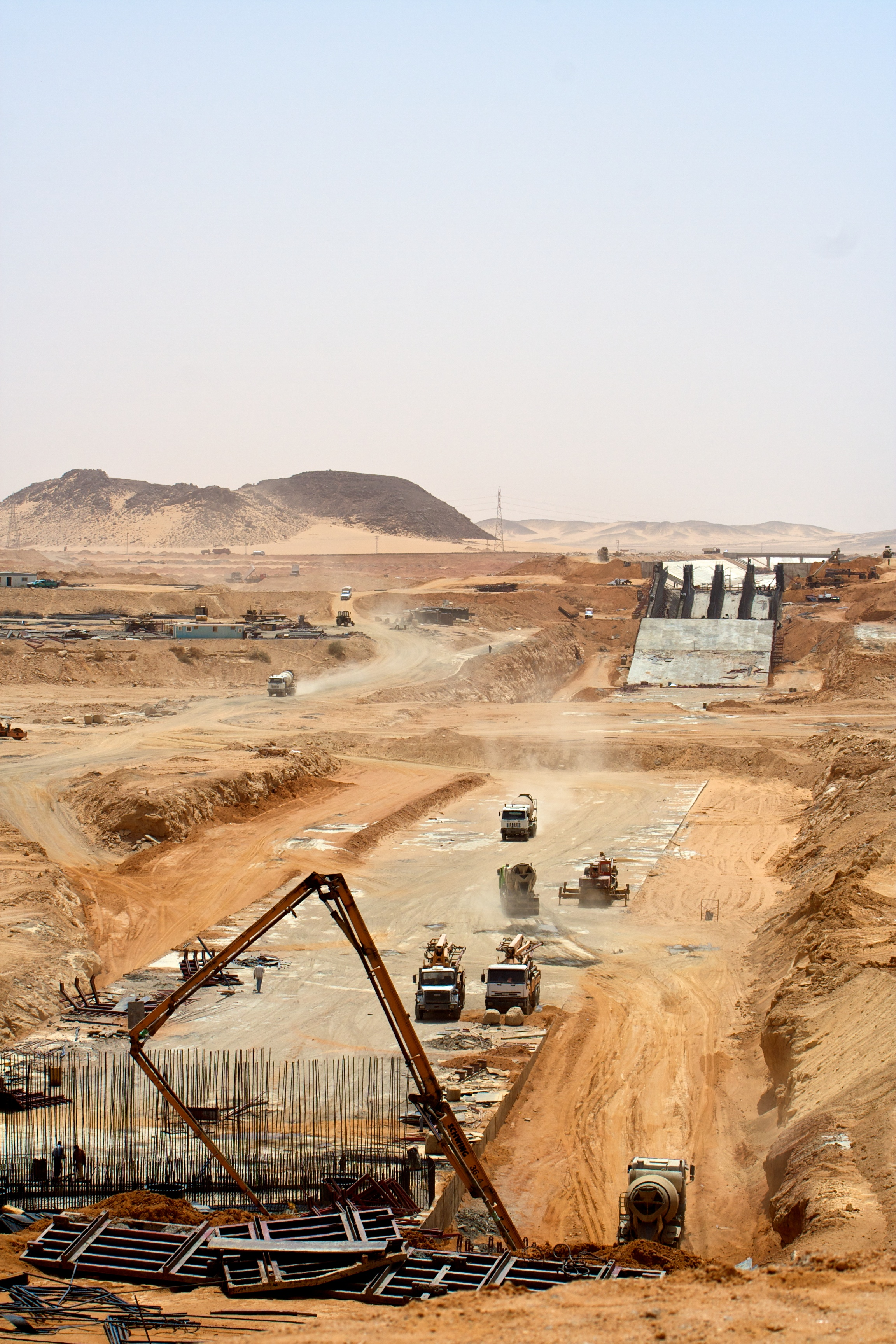
إحدى الترع تحت الإنشاء
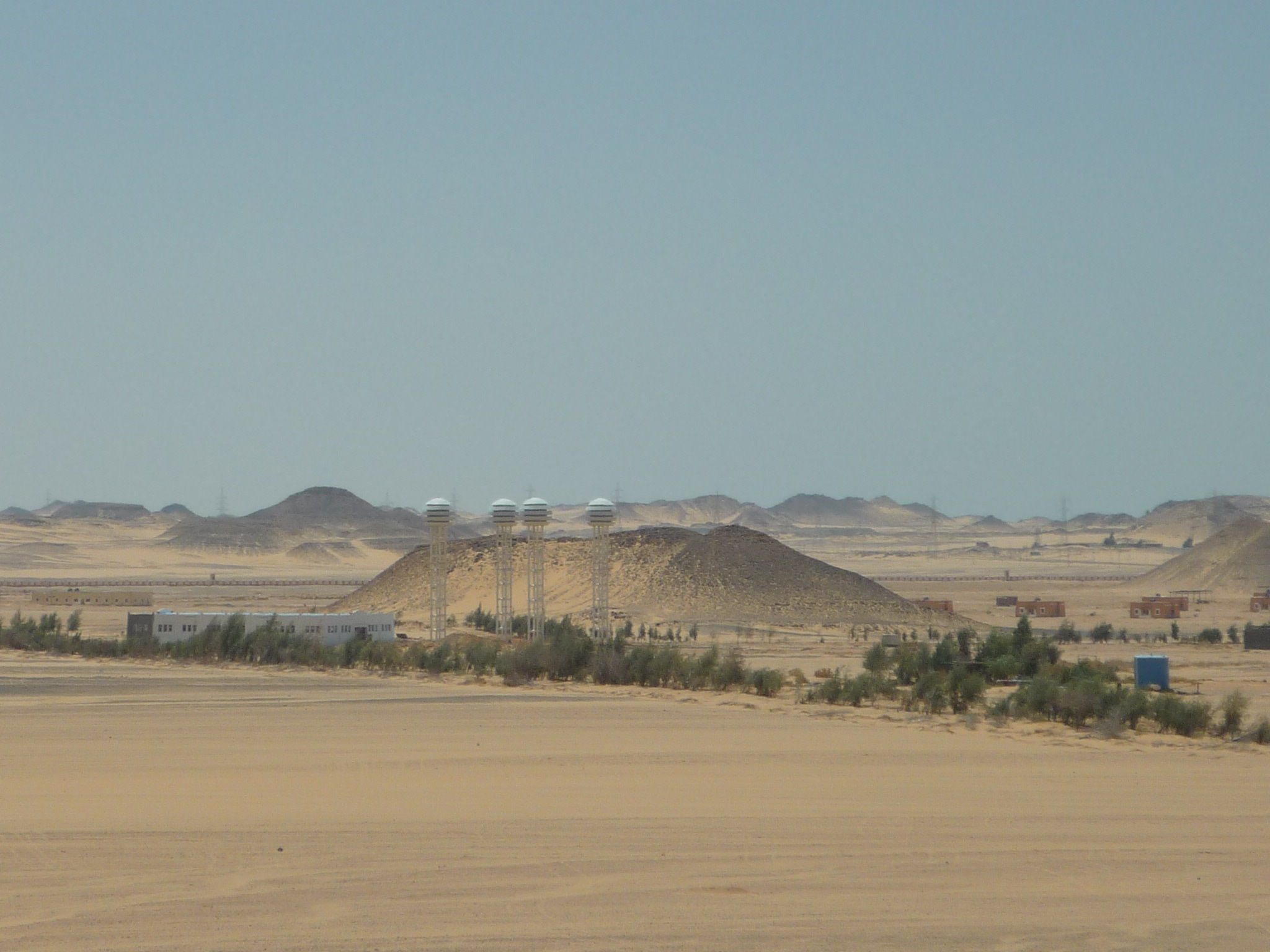
توشكى البلد تحت الإنشاء
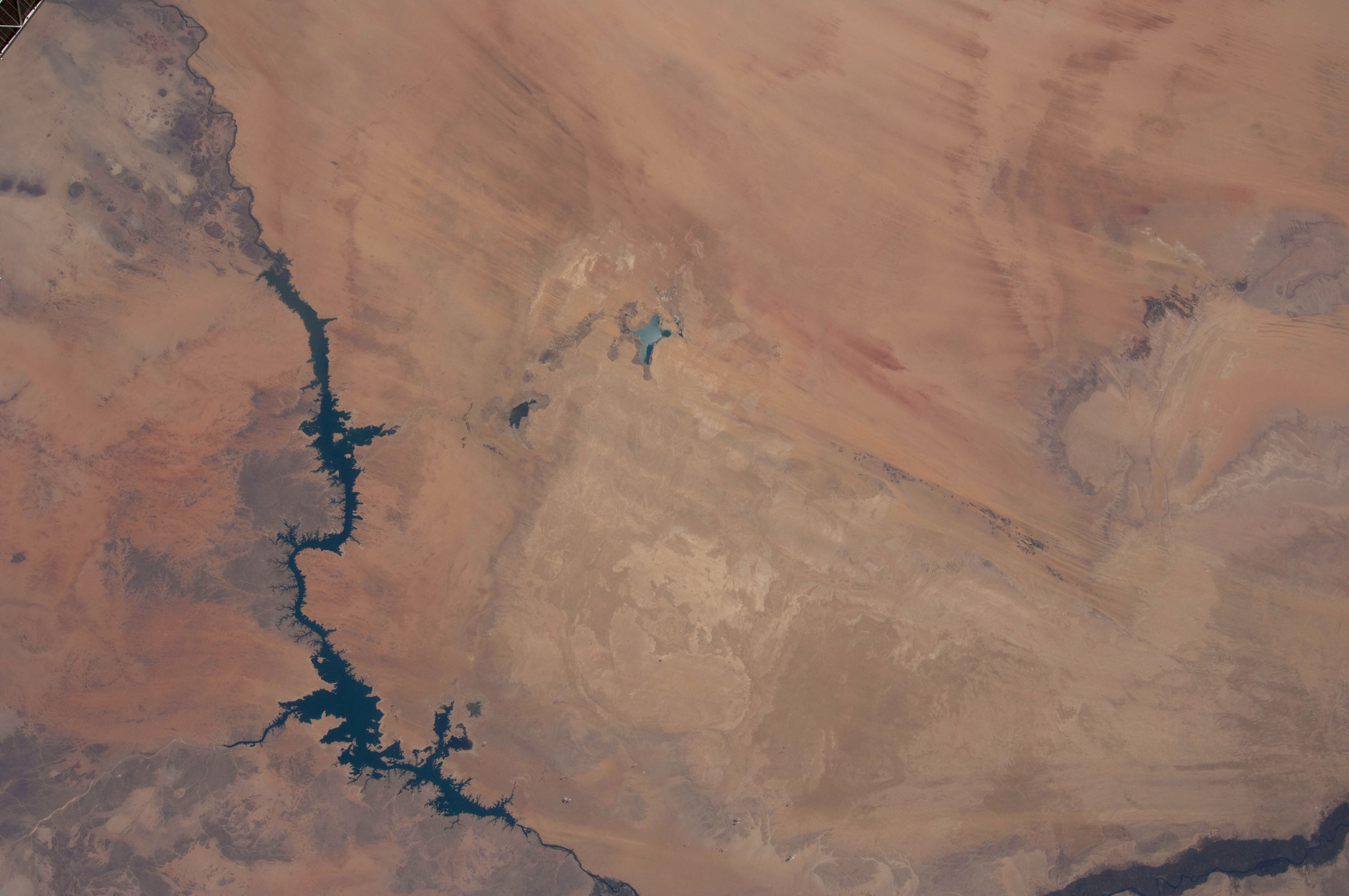
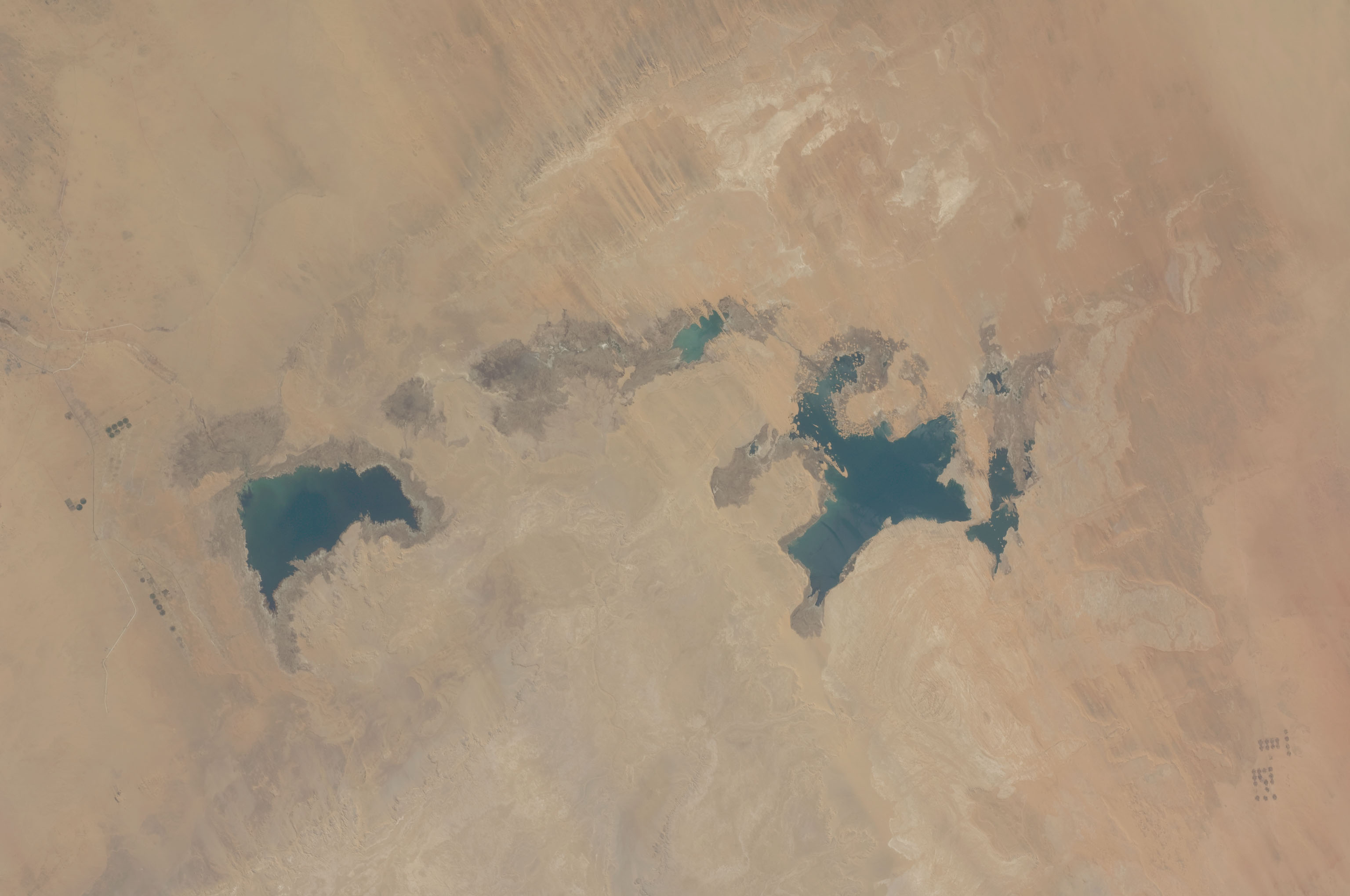
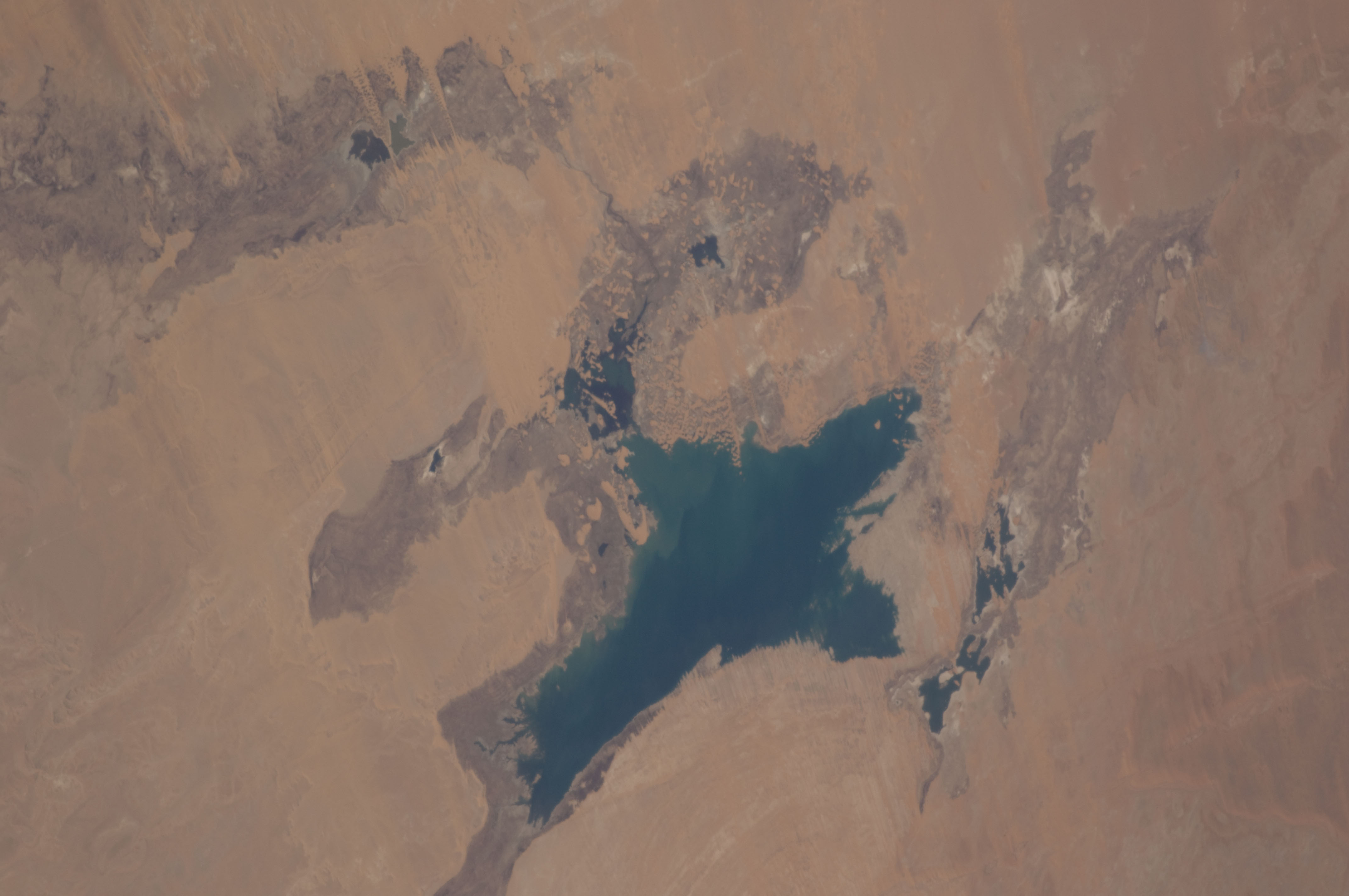
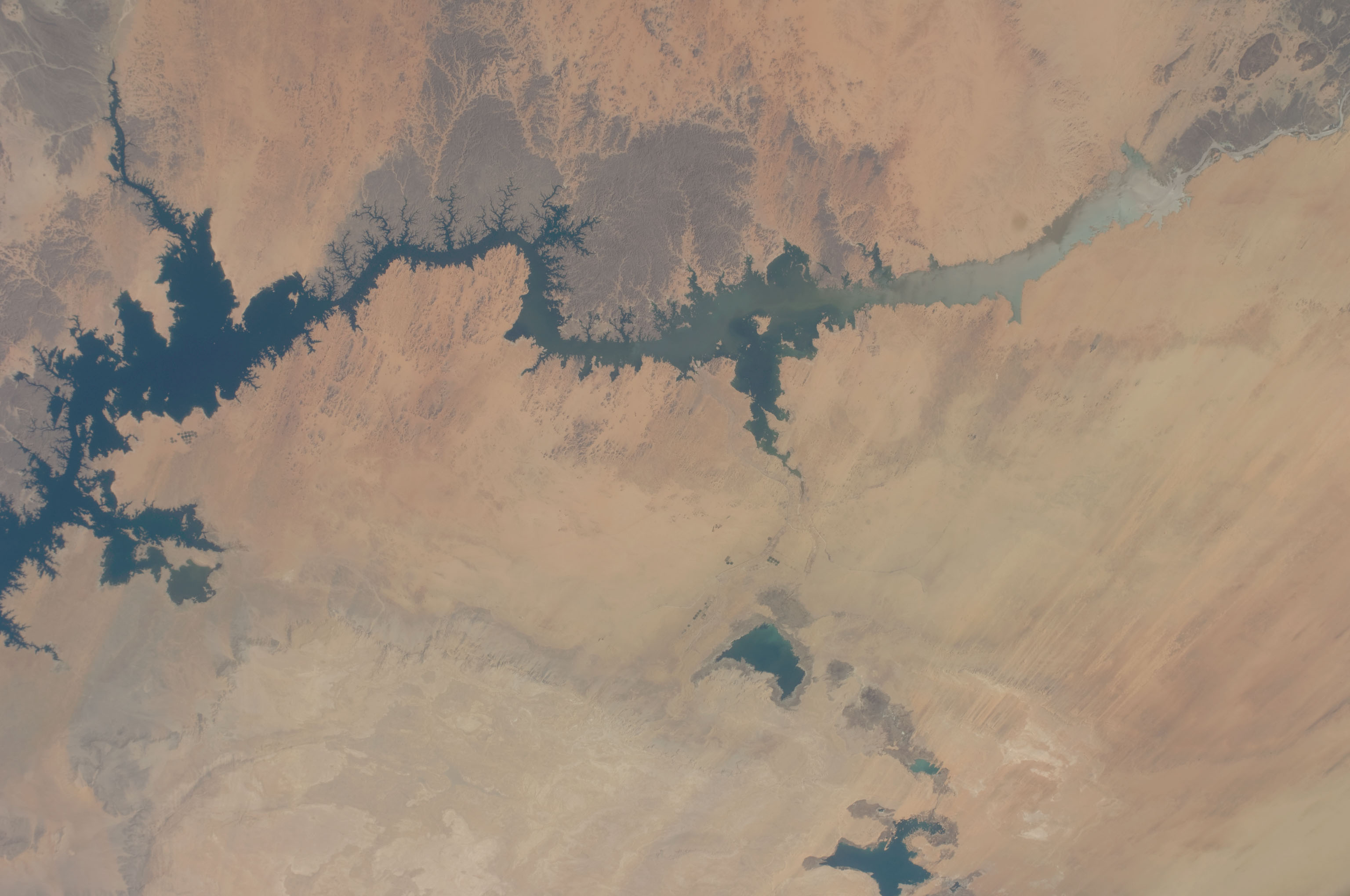
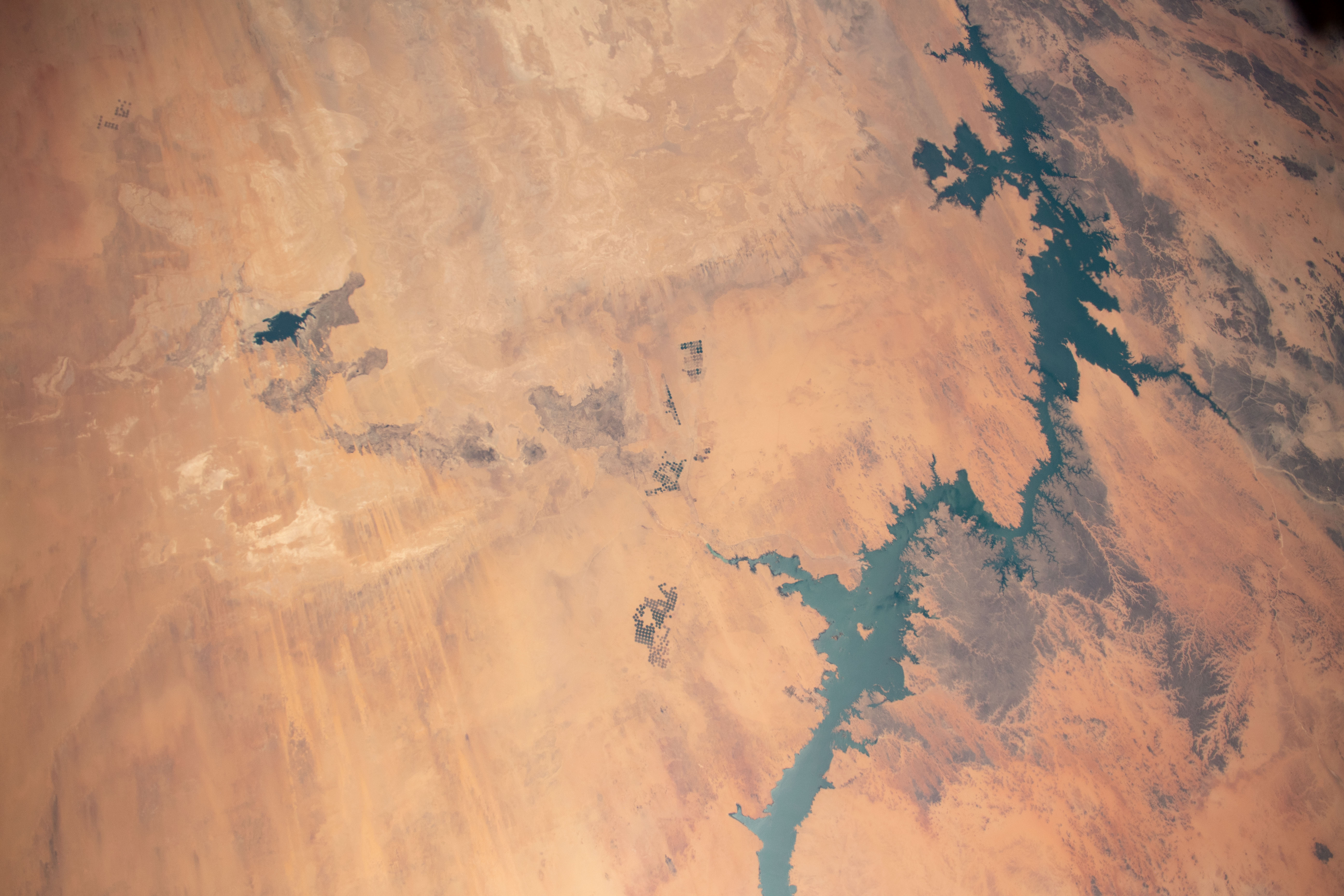
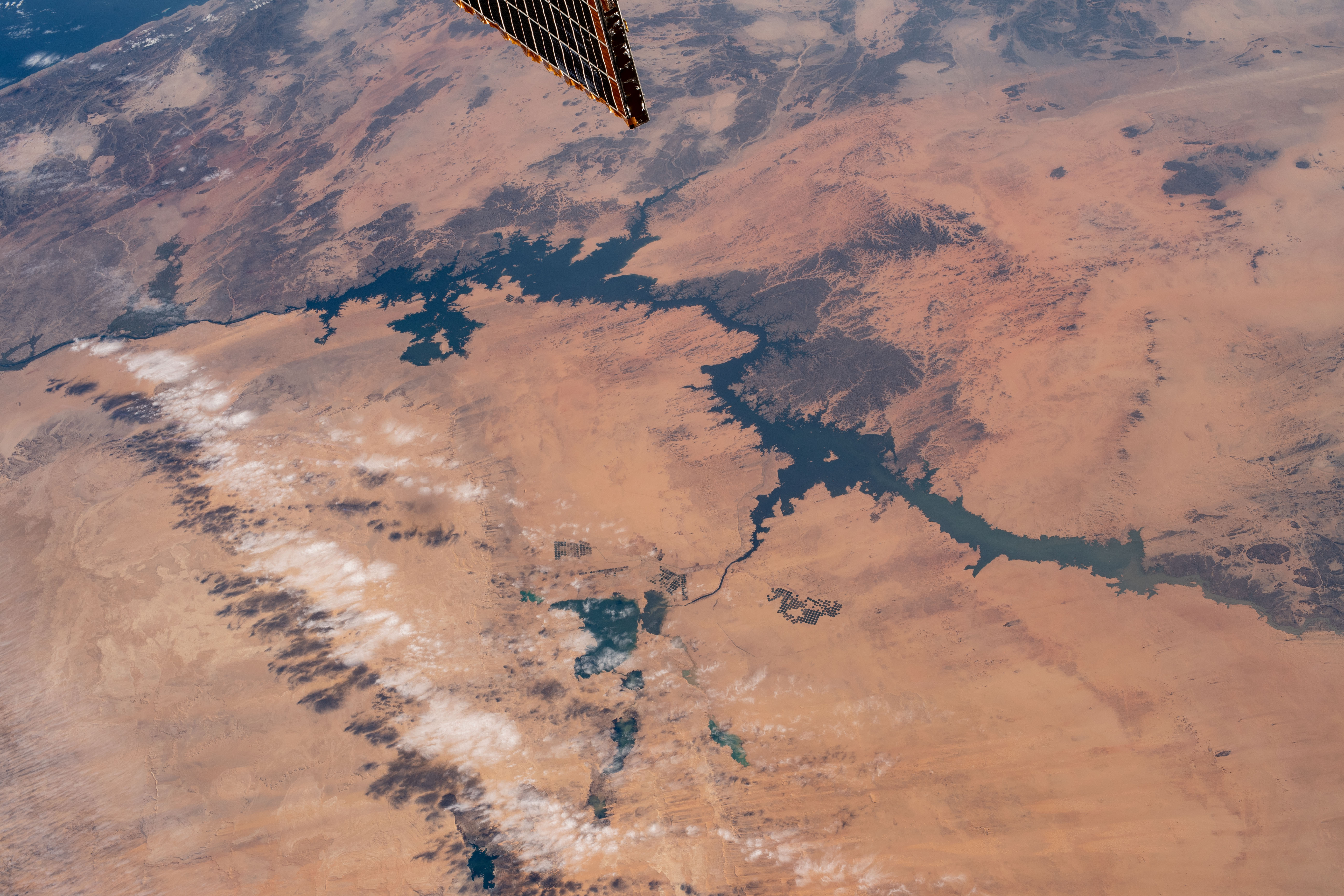
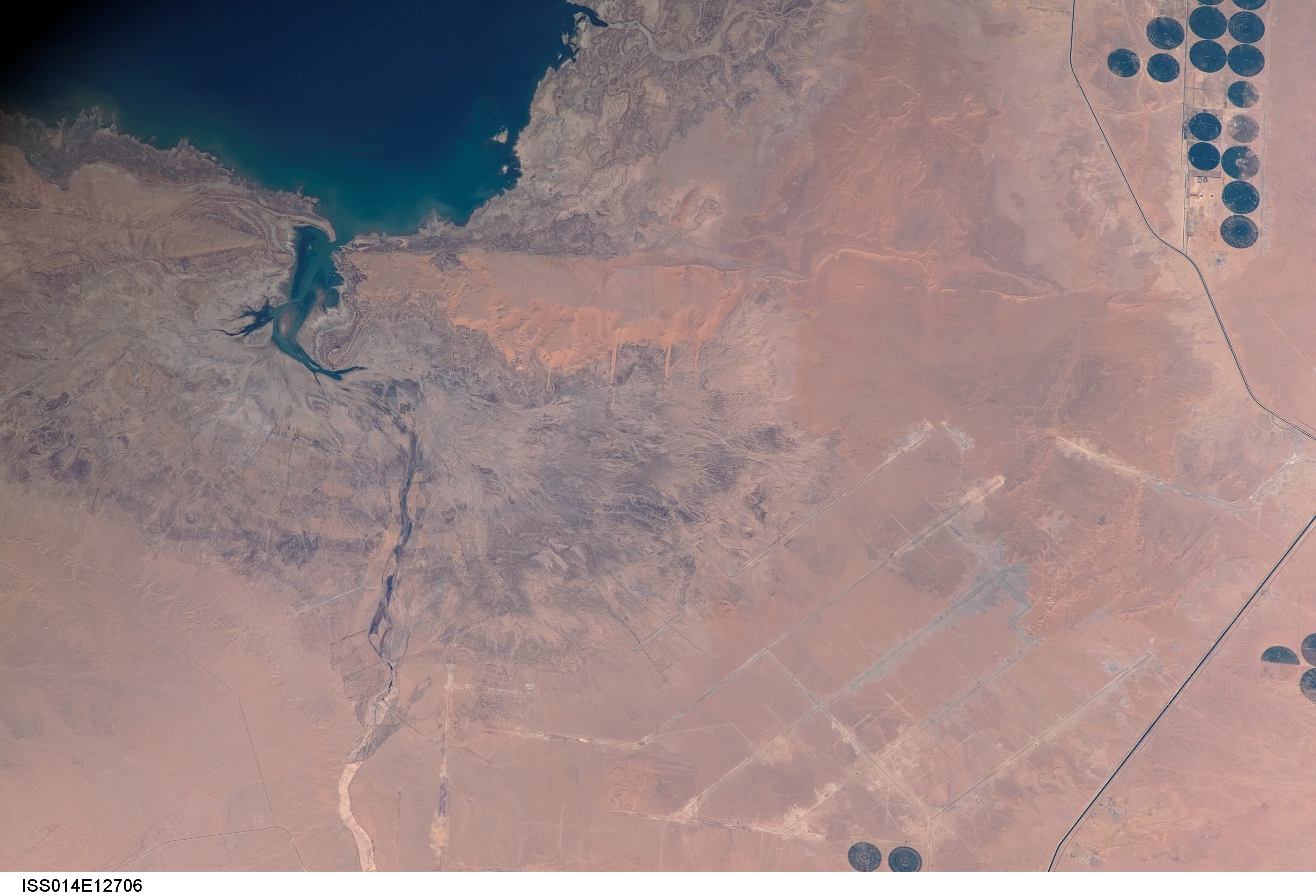
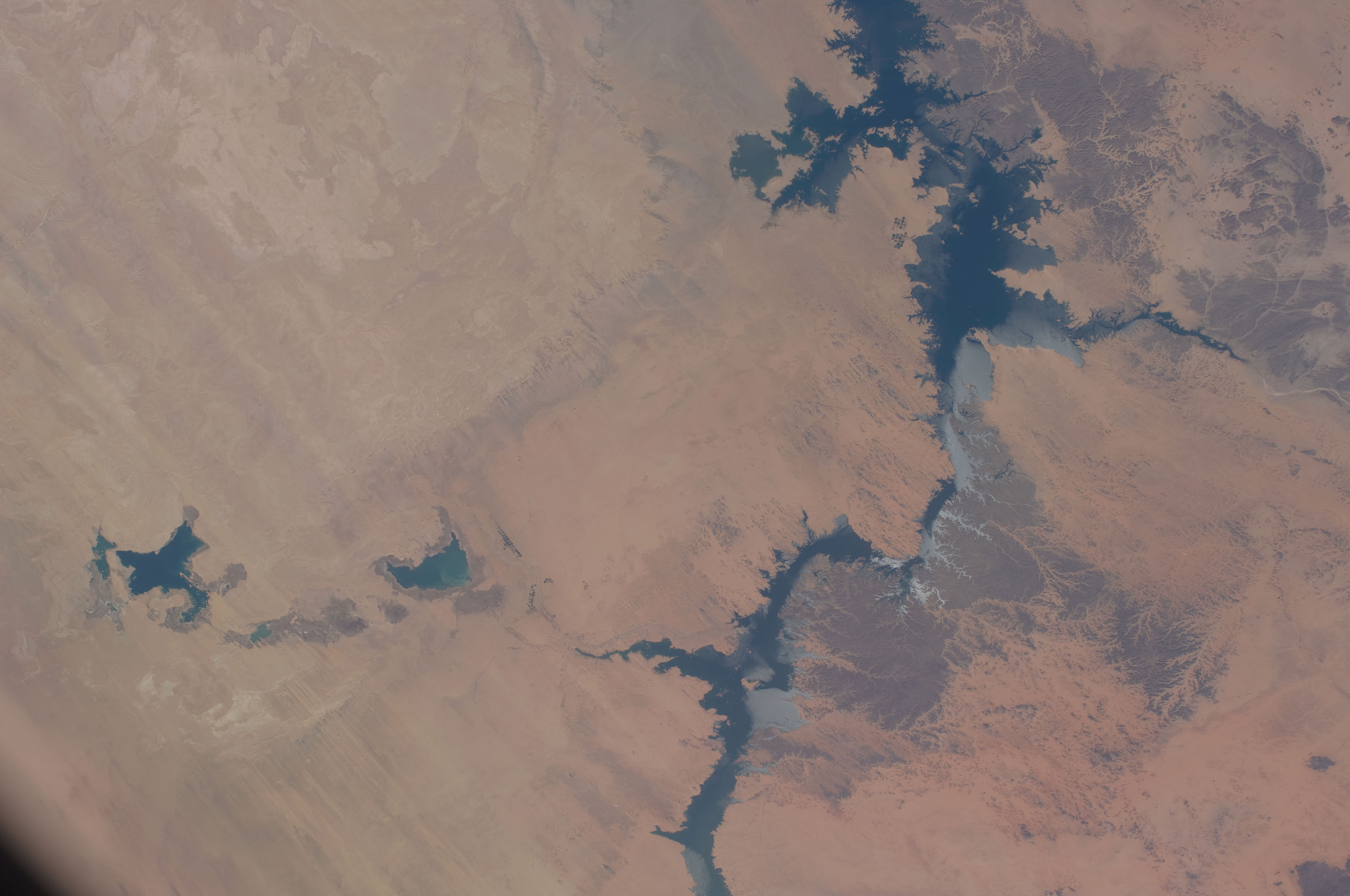
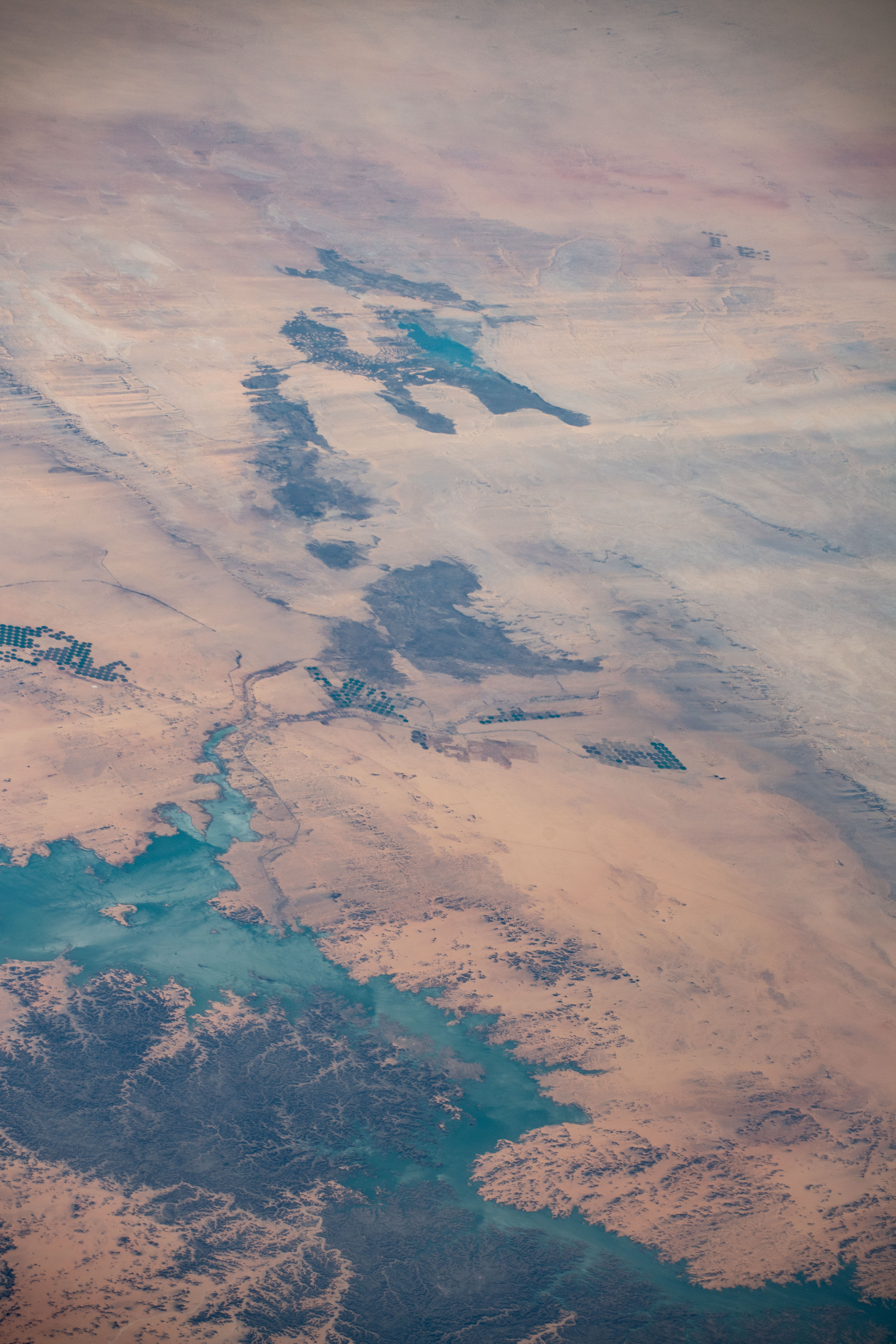
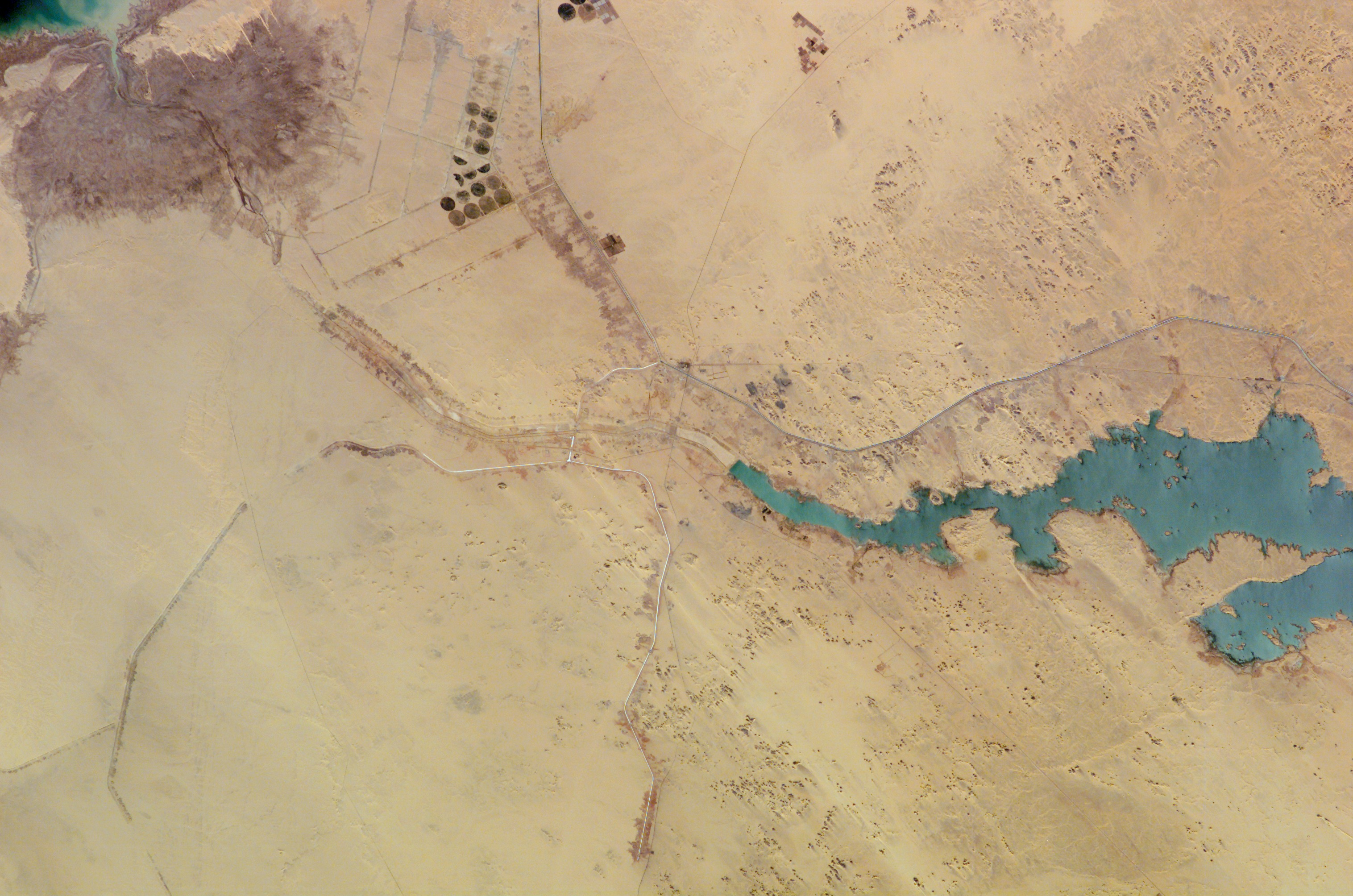
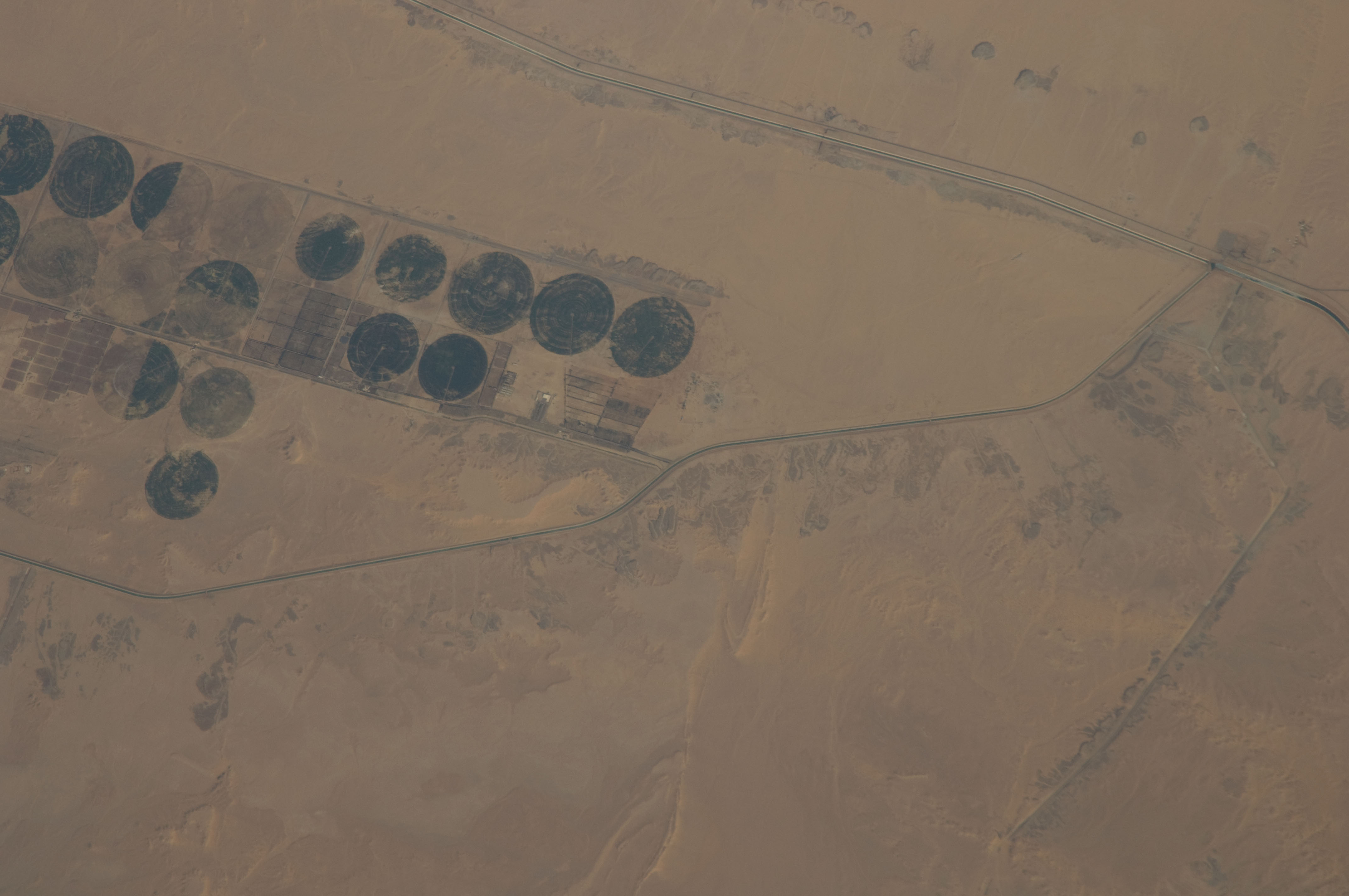
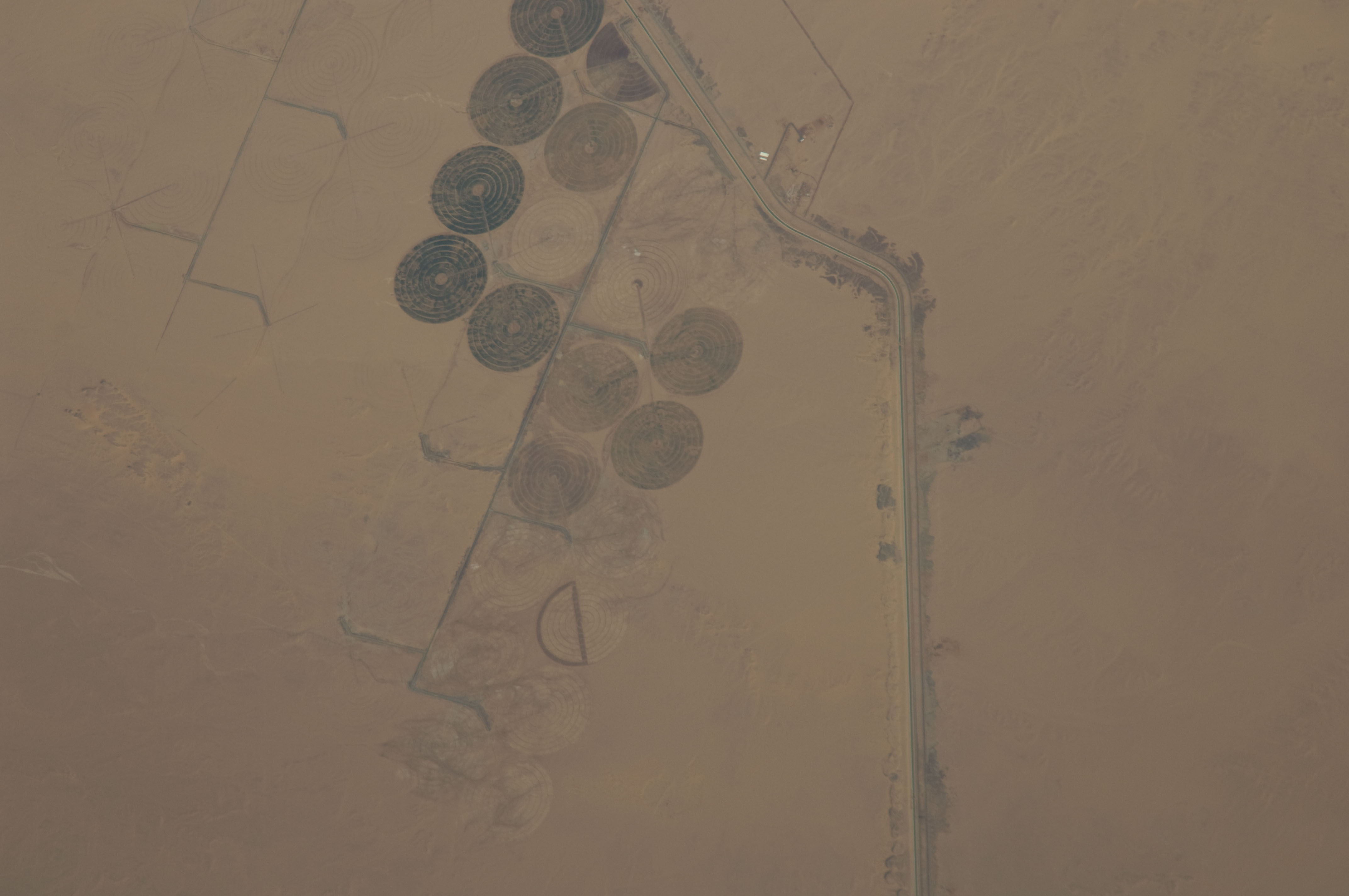
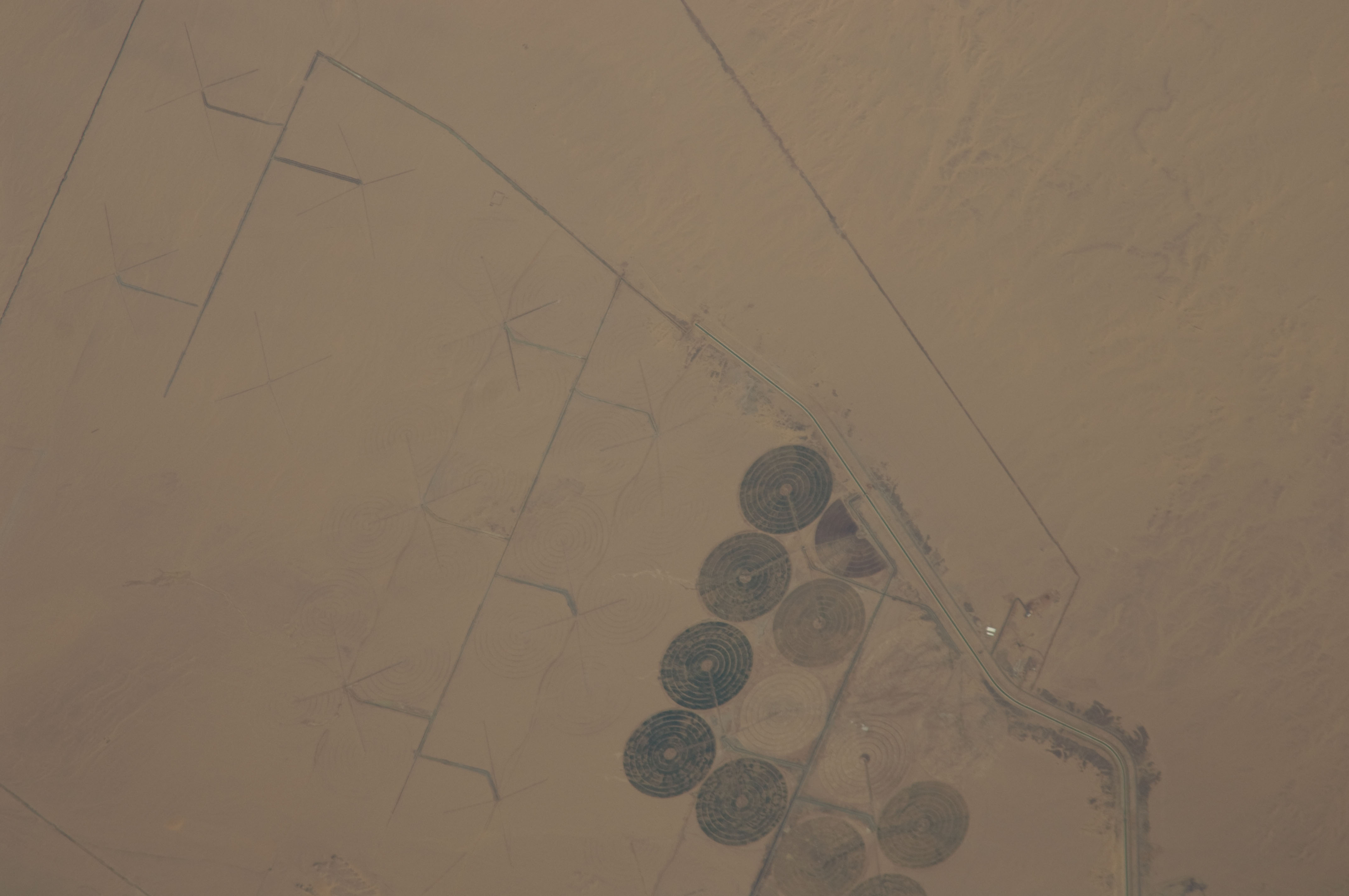
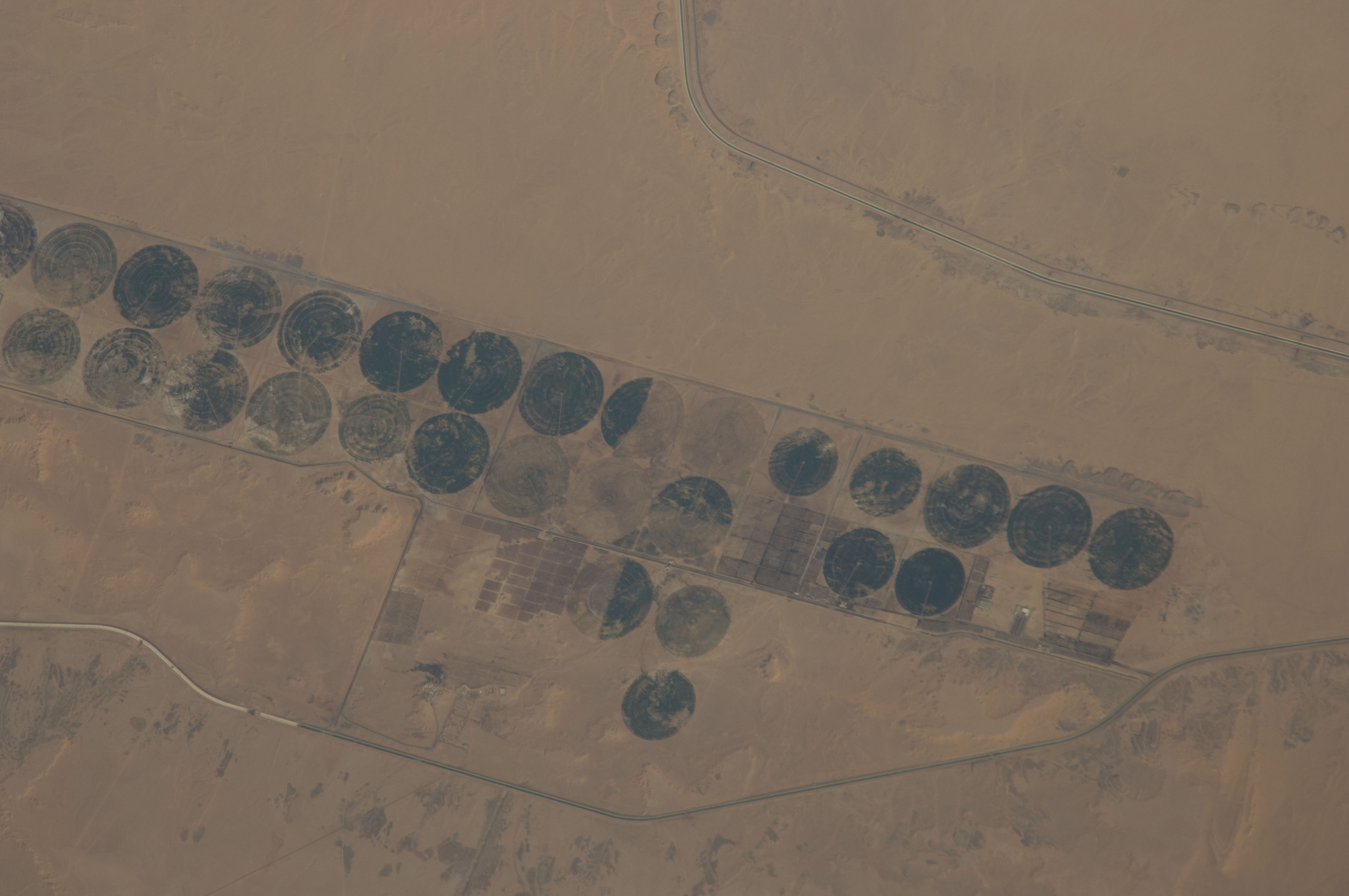
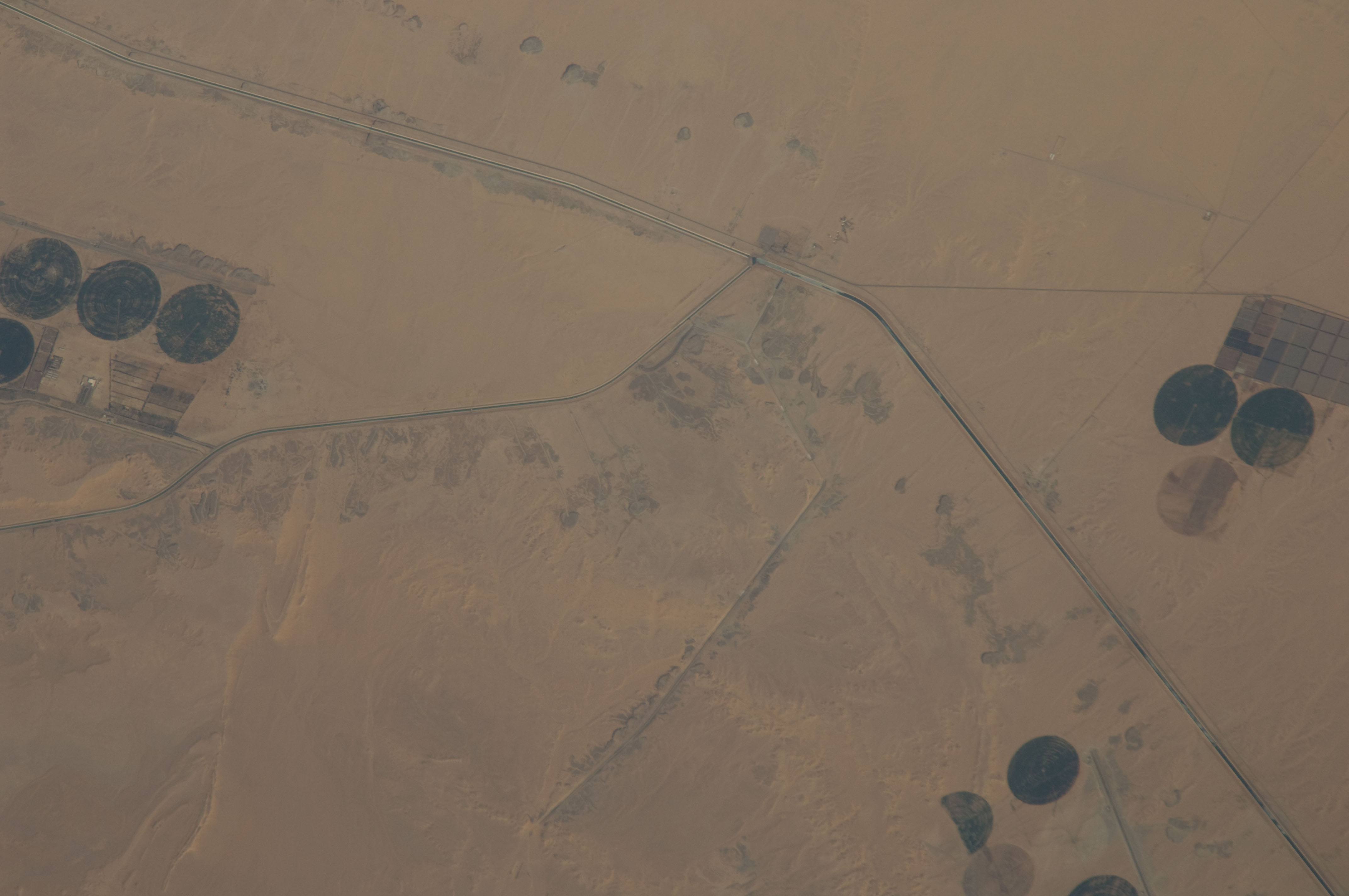
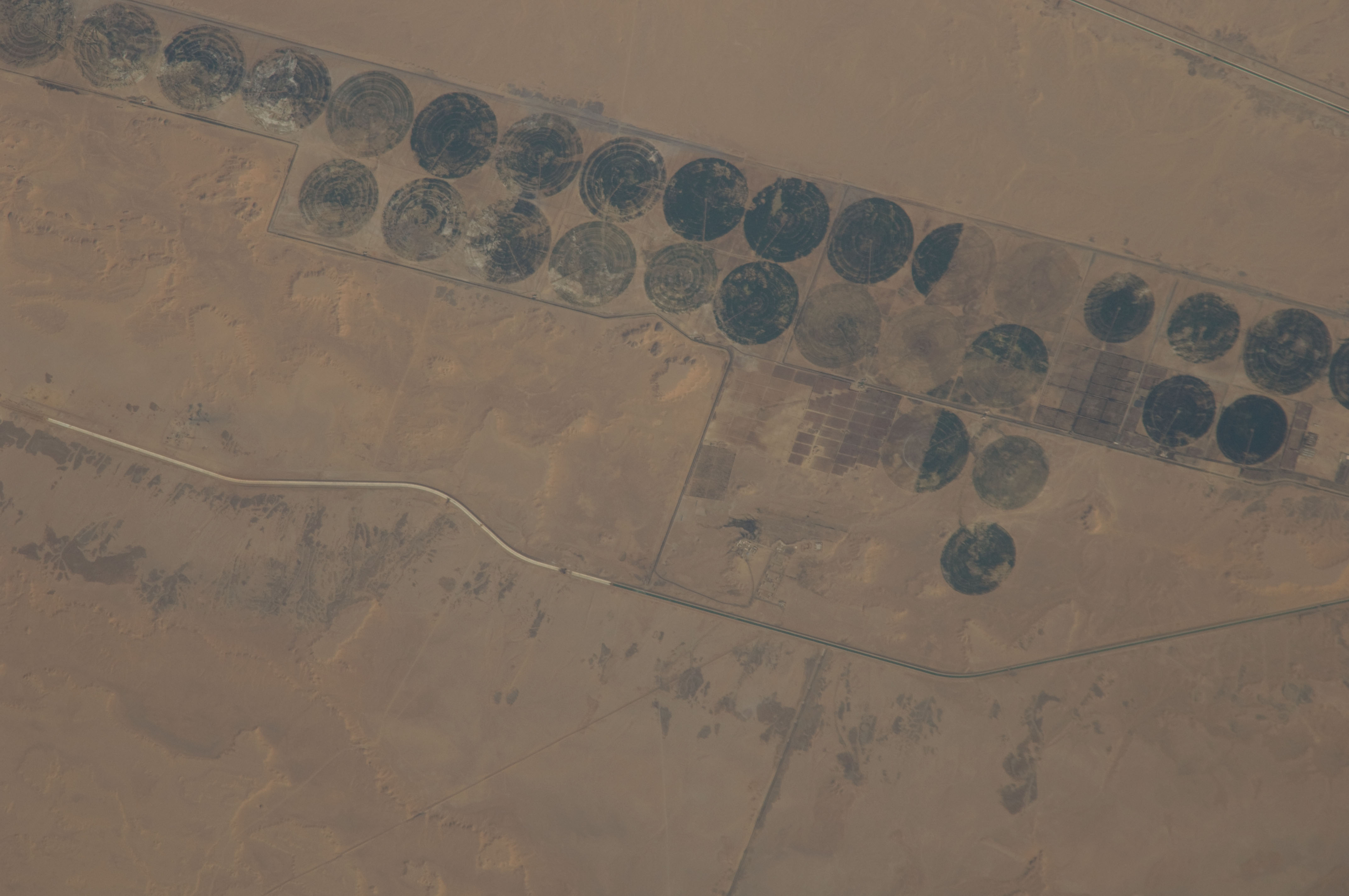